# ميجالودون
الميجالودون (الاسم العلمي: Carcharocles megalodon)، يعني «السِن الكبير»، هو نوع منقرض من القروش عاش تقريبًا في الفترة من 23 إلى 2.6 مليون سنة مضت، خلال الفترة من الإيوسين المبكر إلى الپليوسين المتأخر. كان هناك بعض الجدل حول تصنيف الميجالودون: تحجج بعض الباحثين بأنه كان من فصيلة اللمنيات وأنه يرتبط ارتباطًا وثيقًا بالقرش الأبيض الكبير، بينما تحجج آخرون بأنه ينتمي إلى فصيلة الأوتودونتيات المنقرضة، وحاليًا هناك شبه إجماع على أن الرؤية الثانية صحيحة. إلا أن تحديد جنسه لا يزال موضع نقاش، حيث يضعه الكُتّاب إما في الكاركاروكليز، أو «الميجاسيلاكس» (Megaselachus)، أو «الأوتودس» (Otodus)، أو «الپروكاركارودون» (Procarcharodon).
يقترح العلماء أن الميجالودون كان يشبه نسخة ممتلئة من القرش الأبيض الكبير، على الرغم من أن شكله ربما كان مماثلًا للقرش المتشمس أو قرش الرمل الببري. وبصفته واحدًا من أكبر وأقوى الحيوانات المفترسة التي عاشت على الإطلاق؛ فإن بقايا حفريات الميجالودون تشير إلى أن هذا القرش العملاق وصل طوله إلى 18 مترًا (59 قدمًا).. ويمكن أن تصل قوة عضّة فكَّيه الكبيران من 108,514 إلى 182,201 نيوتن (11,065 إلى 18,579 كجم؛ 24,395 إلى 40,960 رطل). أسنانه كانت سميكة ومتينة، بُنيَت من أجل انتزاع الفريسة وكسر العظام.
ربما كان للميجالودون تأثير عميق على بنية المجتمعات البحرية، ويشير السجل الحفري إلى أنه كان له توزيع عالمي. وربما استهدف فرائس كبيرة مثل الحيتان وزعنفيات الأقدام والسلاحف البحرية. وكان الصغار يسكنون المياه الساحلية الدافئة حيث تغذوا على الأسماك والحيتان الصغيرة. وعلى عكس القرش الأبيض الكبير الذي يهاجم الفريسة من الجانب السفلي الأملس، ربما كان الميجالودون قد استخدم فكَّيه القويين لاختراق تجويف الصدر وخرق القلب والرئتين لفريسته.
وقد واجه الميجالودون منافسة من قِبل الحيتان آكلة الحيتانيات، مثل الليڤياتان وحيتان عنبر الماكروراپتوريال الأخرى وأسلاف الحيتان القاتلة الأصغر حجمًا مثل الأورساينس سيتونينسيس والتي ربما ساهمت في انقراضه. وبما أنه كان يفضل المياه الأكثر دفئًا فيُعتقَد أن التبريد المحيطي المرتبط ببداية العصور الجليدية، مقرونًا بانخفاض مستوى سطح البحر وما نتج عنه من فقدان مناطق حضانة مناسبة، ربما ساهما أيضًا في انخفاض أعداده. إن الانخفاض في تنوع الحيتان البالينية والتحول في توزيعها نحو المناطق القطبية ربما قلل من مصدر الغذاء الرئيسي للميجالودون. ويبدو أن انقراض الميجالودون كان له تأثيرٌ على الحيوانات الأخرى؛ على سبيل المثال، ازداد حجم الحيتان البالينية بشكل ملحوظ بعد اختفائه.

## التصنيف

### التسمية

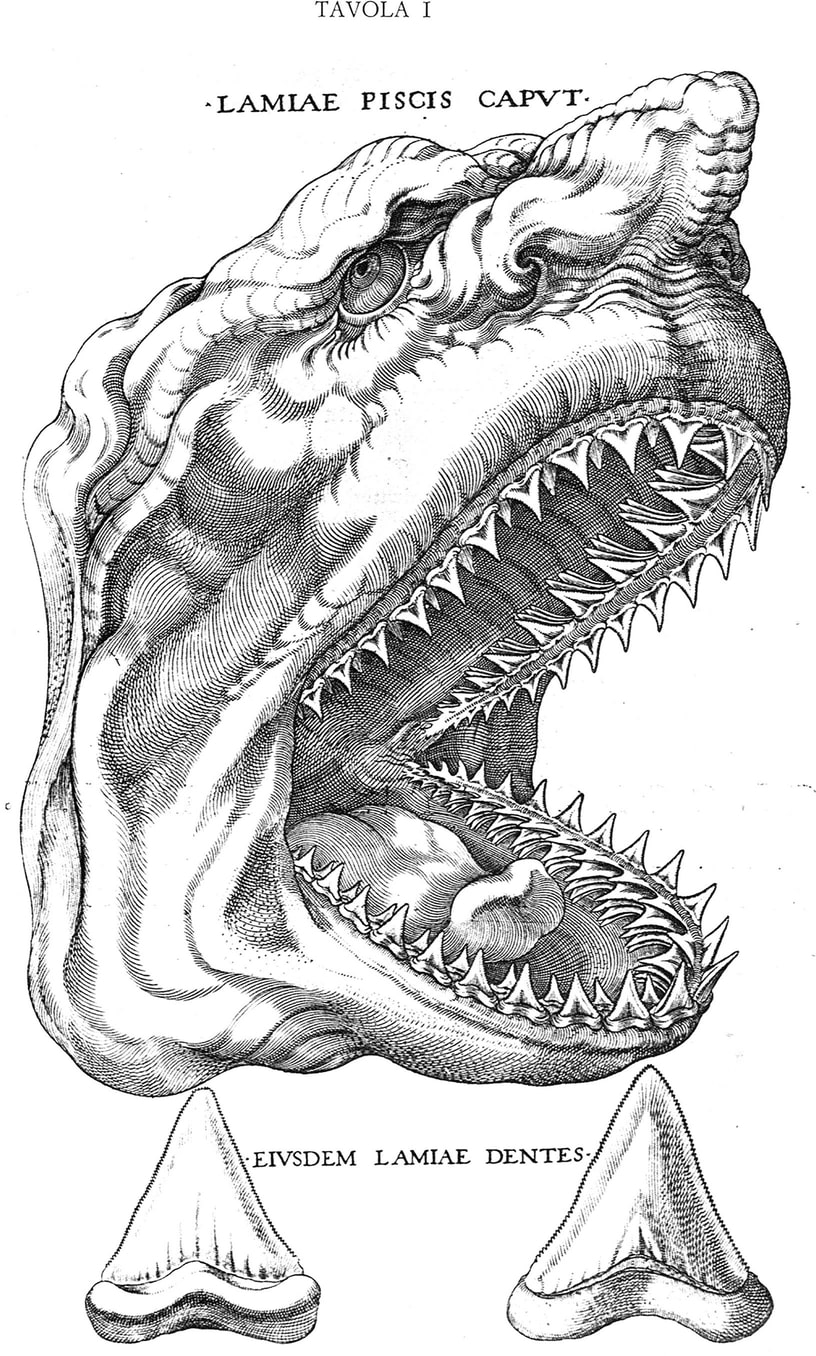
تصوير نيكولاس ستينو لرأس القرش في كتابه «رأس القرش المُشَرَّح».

وفقًا لحسابات عصر النهضة، فإن حفريات الأسنان المثلثية الضخمة التي وُجِدت غالبًا مُضمنة في التكوينات الصخرية، كان يُعتقَد أنها ألسِنة متحجرة، أو أسنان قروش أو تنانين أو ثعابين. وقد تم تصحيح هذا التفسير في عام 1867 من قِبل الخبير الطبيعي الدنماركي نيكولاس ستينو، الذي تعرَّف عليها كأسنان لقروش، وأصدر تصويرًا شهيرًا لرأس قرش يحمل هكذا أسنان. ووصف النتائج التي توصل إليها في كتاب «رأس القرش المُشَرَّح»، والذي احتوى أيضًا على توضيح لسِن الميجالودون.
أعطى الخبير الطبيعي السويسري لويس أجاسيز الاسم العلمي الأولي (Carcharodon megalodon) «كاركارودون ميجالودون» في عمله (Recherches sur les poissons fossiles) (بالفرنسية: البحث عن الأسماك الأحفورية) سنة 1843، بناءً على بقايا الأسنان. الإحاثي الإنجليزي إدوارد تشارلزوورث في ورقته سنة 1837؛ استخدَم الاسم (Carcharias megalodon) «كاركاريَز ميجالودون» بينما استشهد بأجاسيز باعتباره المؤلف، مشيرًا إلى أن أجاسيز وصف الأنواع قبل سنة 1843. وأدرج الإحاثي الإنجليزي تشارلز ديڤيز شيربورن في سنة 1928 مجموعة من المقالات التي كتبها أجاسيز كأول وصف علمي للقرش. الاسم المحدَّد للميجالودون يُترجَم إلى «السِن الكبير»، من الإغريقية (μέγας) «ميجاس» وتعني «كبير، جبار»، و (οδόντος) «أودونتوس» وتعني «سِن». أسنان الميجالودون شكلها مماثل لأسنان القرش الأبيض الكبير، وعلى أساس هذه الملاحظة قام أجاسيز بتعيين الميجالودون إلى جنس الكاركارودون. وعلى الرغم من أن «الميجالودون» هو اسم غير رسمي للقرش، إلا أنه غالبًا ما يُطلَق عليه أيضًا بشكل غير رسمي «القرش الأبيض العملاق»، و«القرش ضخم السِن»، و«القرش كبير السِن»، أو «الميج».:4
وكان هناك وصف واحد واضح للقرش في سنة 1881 يصنفه على أنه (Selache manzonii).

### التطور
|  | \| \| أوتودس أوبليكوس \| \| \| \| \| \| كاركاروكليز ميجالودون \| \| \| \| |
|  |                                                                           |
|  | أوتودس أوبليكوس                                                           |
|  |                                                                           |
|  | كاركاروكليز ميجالودون                                                     |
|  |                                                                           |

|  | أوتودس أوبليكوس       |
|  |                       |
|  | كاركاروكليز ميجالودون |
|  |                       |

|  | إصور هاستاليز       |
|  |                     |
|  | كاركارودون كاركاريَس |
|  |                     |

|  | \| \| أوتودس أوبليكوس \| \| \| \| \| \| كاركاروكليز ميجالودون \| \| \| \| |
|  |                                                                           |
|  | أوتودس أوبليكوس                                                           |
|  |                                                                           |
|  | كاركاروكليز ميجالودون                                                     |
|  |                                                                           |

|  | أوتودس أوبليكوس       |
|  |                       |
|  | كاركاروكليز ميجالودون |
|  |                       |

|  | إصور هاستاليز       |
|  |                     |
|  | كاركارودون كاركاريَس |
|  |                     |

|  | \| \| أوتودس أوبليكوس \| \| \| \| \| \| كاركاروكليز ميجالودون \| \| \| \| |
|  |                                                                           |
|  | أوتودس أوبليكوس                                                           |
|  |                                                                           |
|  | كاركاروكليز ميجالودون                                                     |
|  |                                                                           |

|  | أوتودس أوبليكوس       |
|  |                       |
|  | كاركاروكليز ميجالودون |
|  |                       |

|  | إصور هاستاليز       |
|  |                     |
|  | كاركارودون كاركاريَس |
|  |                     |

|  | \| \| أوتودس أوبليكوس \| \| \| \| \| \| كاركاروكليز ميجالودون \| \| \| \| |
|  |                                                                           |
|  | أوتودس أوبليكوس                                                           |
|  |                                                                           |
|  | كاركاروكليز ميجالودون                                                     |
|  |                                                                           |

|  | أوتودس أوبليكوس       |
|  |                       |
|  | كاركاروكليز ميجالودون |
|  |                       |

|  | إصور هاستاليز       |
|  |                     |
|  | كاركارودون كاركاريَس |
|  |                     |

في حين أن أقدم بقايا الميجالودون تم الإبلاغ عن أنها تعود لفترة الأوليجوسين المتأخر قبل حوالي 20 مليون سنة، فلا تزال الأرقام المتنافسة موجودة عندما تطور، مثل 16 مليون سنة مضت و23 مليون سنة مضت. ويُعتقد أن الميجالودون قد انقرض قرب نهاية فترة الپليوسين، ربما منذ حوالي 2.6 مليون سنة، وقد تم الإبلاغ عن أسنان للميجالودون في العصر الحديث الأقرب (الپليستوسين) عمرها أقل من 2.6 مليون سنة، لكنها اعتُبرت ادعاءات غير موثوقة.
يُعتبر الميجالودون الآن عضوًا في فصيلة الأوتودونتيات وجنس الكاركاروكليز، على عكس تصنيفه السابق في فصيلة اللمنيات وجنس الكاركارودون. تصنيف الميجالودون في الكاركارودون كان يرجع إلى تشابه أسنانه مع القرش الأبيض الكبير، ولكن معظم الكُتّاب يعتقدون حاليًا أن هذا يرجع إلى التطور التقاربي. في هذا النموذج، القرش الأبيض الكبير يرتبط بصلة قرابة وثيقة بالـ(Isurus hastalis) «إصور هاستاليز» أكثر من الميجالودون، كما يظهر من خلال تماثل الأسنان مع هذين القرشين؛ أسنان الميجالودون لديها شرشرات أفضل بكثير من أسنان القرش الأبيض الكبير والذي يرتبط بصلة قرابة وثيقة بقرش الخدال مع وجود سلف مشترك منذ حوالي 4 مليون سنة. ويجادل مؤيدو النموذج السابق، بحيث أن الميجالودون والقرش الأبيض الكبير يرتبطان ببعضهما أكثر، بأن الاختلافات بين أسنانهما هي دقيقة ومبهَمة.:23–25

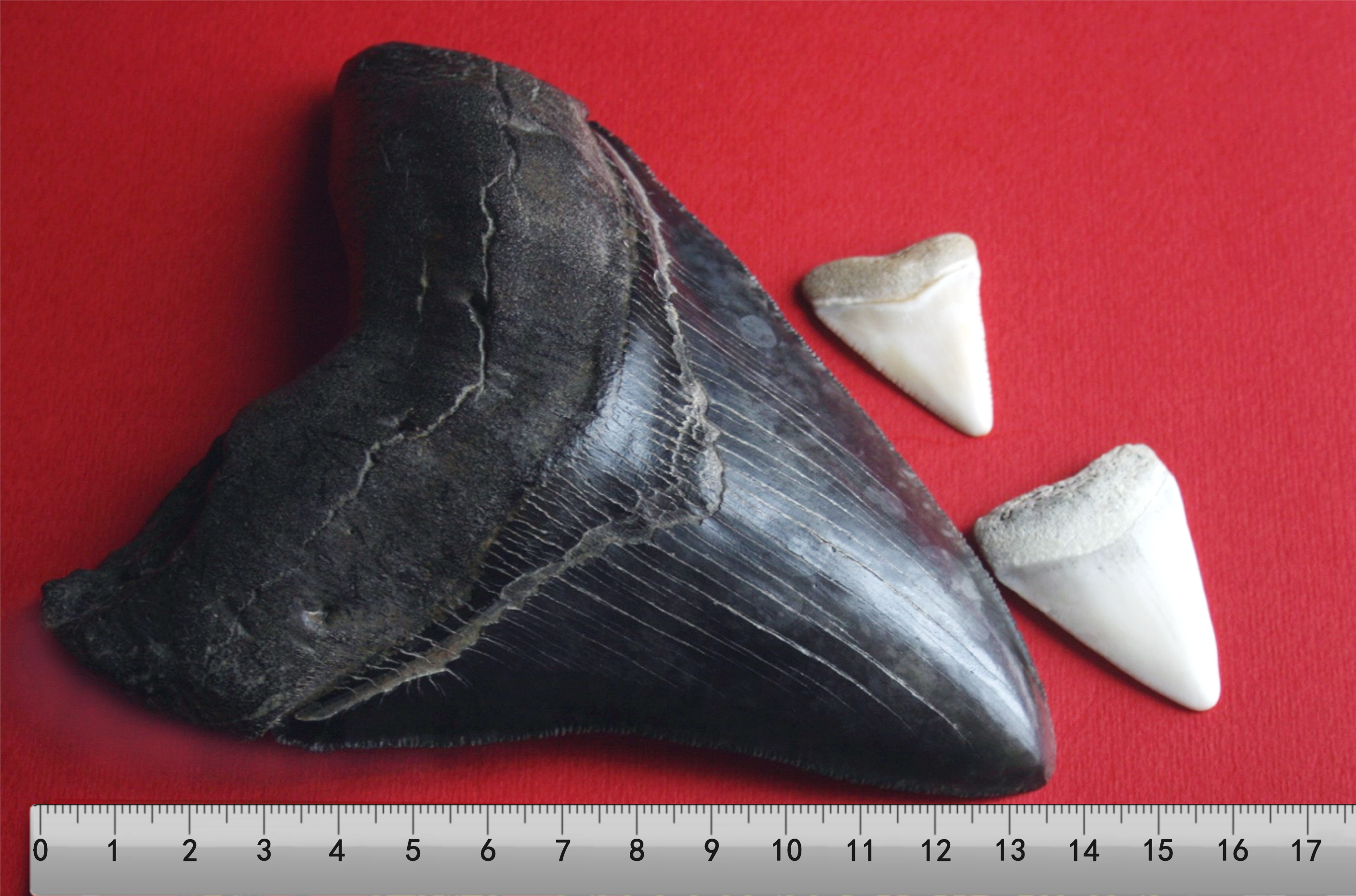
سِن ميجالودون مع اثنين من أسنان القرش الأبيض الكبير.

يحتوي جنس الكاركاروكليز حاليًا على أربع أنواع: (C. auriculatus) «كـ. أوريكيولاتس»، و(C. angustidens) «كـ. أنجستيدنس»، و(C. chubutensis) «كـ. تشبتنسيس»، و(C. megalodon) «كـ ميجالودون».:30–31 تم اقتراح الجنس من قِبل دي إس چوردان وإتش هانيبال في سنة 1923 لتضمين الـ(C. auriculatus). وفي العقد 1980 تم تعيين الميجالودون إلى الكاركاروكليز.:30 وقبل ذلك في العقد 1960، تم نصب الجنس (Palaeocarcharodon) «پيليوكاركارودون» من قِبل عالِم الأسماك الفرنسي إدجار كيزير، والذي تضمن هذه القروش الأربعة والتي اُعتُبرت منفصلة عن القرش الأبيض الكبير، وهو الآن يُعتبر مرادفًا صغيرًا من الكاركاروكليز.:30 وقد تم نصب الـ(Palaeocarcharodon) إلى جانب الـ(Procarcharodon) «پروكاركارودون» لتمثيل بداية النَسَب، وفي النموذج حيث الميجالودون والقرش الأبيض الكبير ذوا صلة قرابة وثيقة، آخر سلف مشترَك لهما. ويُعتقَد أنها نهاية تطورية مسدودة وغير مرتبطة بقروش الكاركاروكليز من قِبل الكُتّاب الذين يرفضون هذا النموذج.:70

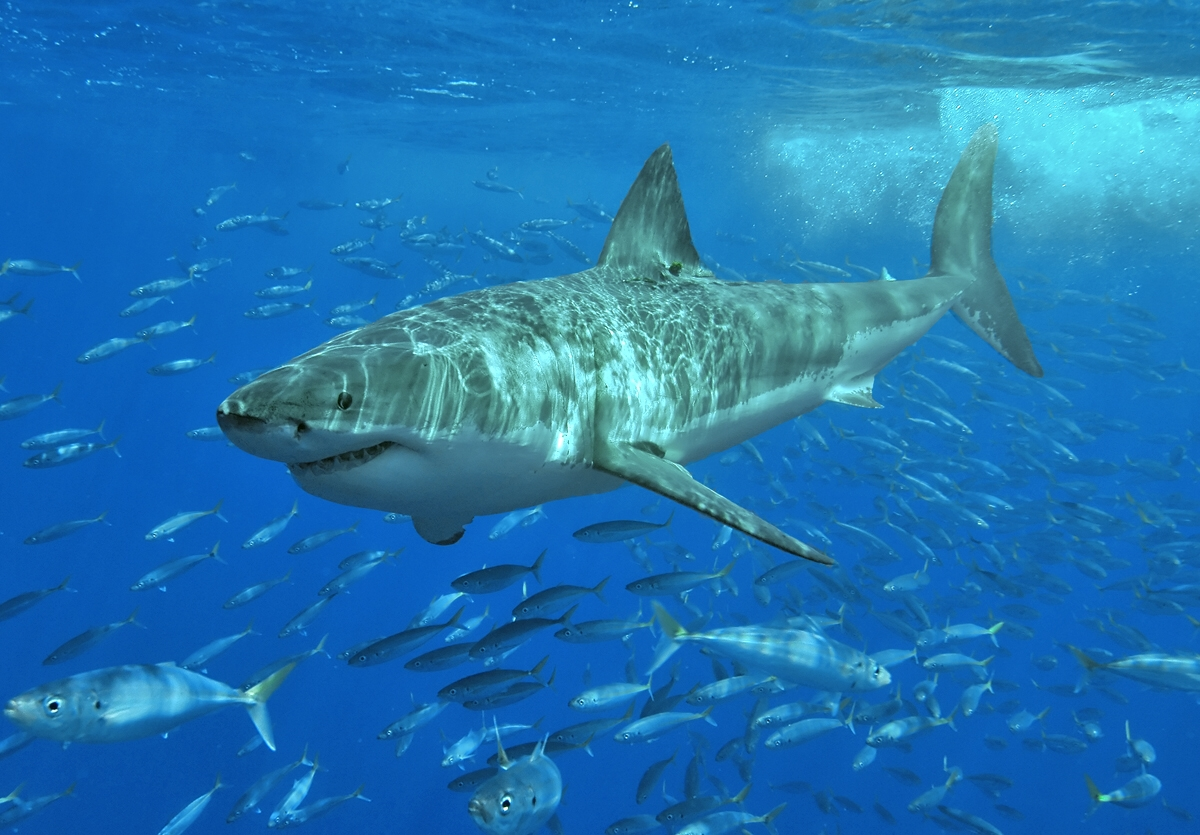
كان يُعتقَد أن القرش الأبيض الكبير والميجالودون ذوا صلة قرابة وثيقة.

وقد اقترح كيزير أيضًا نموذجًا آخر لتطور هذا الجنس في سنة 1960، وهو أن السلف المباشر للكاركاروكليز هو القرش (Otodus) «أوتودس» الذي عاش في الفترة من 60 إلى 13 مليون سنة مضت خلال الپاليوسين والميوسين. في هذا النموذج تطور الـ(O. obliquus) إلى (O. aksuaticus) والذي تطور إلى الـ(C. auriculatus) ثم إلى الـ(C. angustidens) ثم إلى الـ(C. chubutensis) ثم تطور أخيرًا إلى الـ(C. megalodon). يتميز هذا النَسَب بزيادة الشرشرات واتساع قمة الجمجمة وتطور أكثر للشكل المثلثي واختفاء الشرفات الجانبية.:28–31 الجنس (Otodus) مشتق في النهاية من الـ(Cretolamna) وهو قرش من العصر الطباشيري.
هناك نموذج آخر لتطور الكاركاروكليز اقترحه الإحاثي مايكل بنتون في سنة 2001، هو أن الأنواع الثلاثة الأخرى هي في الواقع نوع واحد من القروش والذي تغير تدريجيًا بمرور الوقت بين الپاليوسين والپليوسين، وهو ما يجعله نوع زمني.:17 يقترح بعض الكُتّاب بأنه يجب تصنيف الـ(C. auriculatus) والـ(C. angustidens) والـ(C. chubutensis) كنوع وحيد في جنس الـ(Otodus)، مع ترك الـ(C. megalodon) كعضو منفرد في الكاركاروكليز.
قد يكون جنس الكاركاروكليز باطلًا، وربما ينتمي القرش بالفعل إلى الـ(Otodus)، وهو ما يجعله (Otodus megalodon) «أوتودس ميجالودون». ودراسة في سنة 1974 قام بها هنري كاپتا على قروش الپاليوجين نَصَبَت الجنيس (Megaselachus)، وصنّفت القرش كـ(Otodus megalodon) إلى جانب الـ(O. (M.) chubutensis). ومراجَعة سنة 2006 للأسماك الغضروفية رفعت الكاركاروكليز إلى جنس، وصنّفت القرشان كـ(Megaselachus megalodon) و(M. chubutensis). وقد أدى اكتشاف الحفريات التي تم تعيينها لجنس الـ(Megalolamna) في سنة 2016 إلى إعادة تقييم الـ(Otodus)، والتي خلصت إلى أنه شبه عرق، أي أنه يتآلف من آخِر سلف مشترَك لكنه لا يشمل كل سلالته، وإدارج قروش الكاركاروكليز في الـ(Otodus) سيجعلها أحادية النمط الخلوي، مع مجموعة شقيقة هي الـ(Megalolamna).

## علم الأحياء

### المظهر

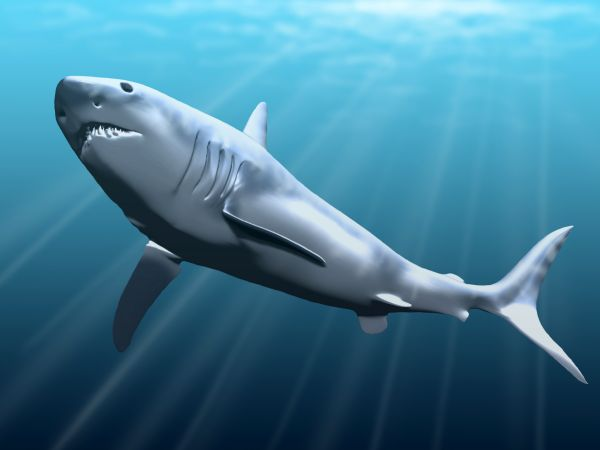
إعادة بناء الميجالودون على فرض تشابه مظهره مع القرش الأبيض الكبير.

أحد التفسيرات حول مظهر الميجالودون هي أنه كان قرش ذو مظهر قوي، وربما كانت لديه بنية مماثلة للقرش الأبيض الكبير، وربما كان الفكَّان أكثر وضوحًا واتساعًا، كما أن الزعانف ربما كانت متماثلة في الشكل، على الرغم من كونها أكثر سُمْكًا نظرًا لحجمها، وربما كان لديه عينان شبيهتان بالخنزير، حيث كانت لديه عينان صغيرتان عميقتان.:64–65
تفسير آخر هو أن الميجالودون كان يحمل شبهًا بقرش الحوت أو القرش المتشمس، وكانت الزعنفة الذيلية لتكون على شكل هلال، وكانتا الزعنفة الشرجية والزعنفة الظهرية الثانية صغيرتان، وكانت لتكون هناك عارضة ذيلية موجودة على جانبي الزعنفة الذيلية (على السويقة الذيلية). هذه البنية شائعة في الحيوانات المائية الكبيرة الأخرى مثل الحيتان والتونة والقروش الأخرى، وذلك من أجل تقليل المقاومة أثناء السباحة. يمكن أن يختلف شكل الرأس بين الأنواع إذ أن معظم تكييفات تقليل المقاومة تكون باتجاه نهاية ذيل الحيوان.:35–36

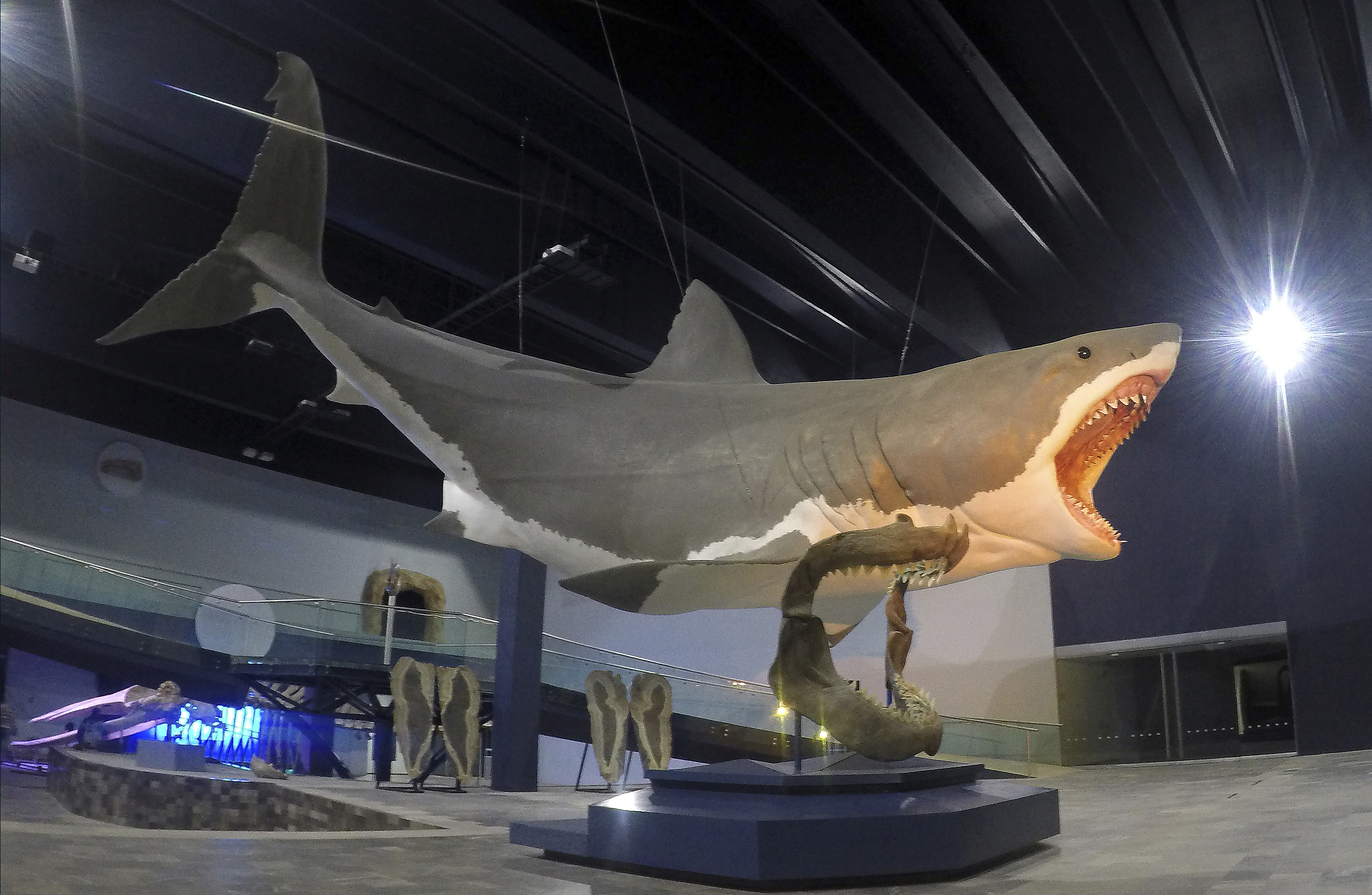
نحت لميجالودون في "متحف التطور" في پيوبلا بالمكسيك.

منذ اشتقاق الكاركاروكليز من الأوتودس وكان لكل منهما أسنان تشبه أسنان قرش الرمل الببري إلى حد كبير، وربما كانت للميجالودون بنية مشابهة أكثر  لقرش الرمل الببري من القروش الأخرى، وهذا غير محتمَل بما أن القرش الببري هو سبّاح كارانجي الشكل يحتاج لحركة أسرع للذيل من أجل الدفع عبر الماء أكثر من القرش الأبيض الكبير، والذي هو سبّاح تنياتي الشكل.:35–36

### الحجم

#### التخمينات
نظرًا للبقايا المُجزأة، هناك العديد من التقديرات المتناقضة لحجم الميجالودون، والتي يمكن أخذها فقط من حفريات الأسنان والفقرات.:87 وبسبب هذا أيضًا، فالقرش الأبيض الكبير هو أساس إعادة البناء وتقدير الحجم،:57 حيث يُعتبر أفضل مضاهي للميجالودون. توجد تقديرات مختلفة لحجم الميجالودون؛ في سنة 1973 قدَّر عالِم الأسماك الهاوايي چون إي راندال أن الحد الأقصى للطول الذي وصل له الميجالودون كان حوالي 13 مترًا (43 قدمًا)، بينما في العقد 1990 رأى عالما الأحياء البحرية پاتريك چيه تشيمبري وستيفن پاپسون أن الحد الأقصى للميجالودون اقترب من 24 إلى 25 مترًا (79 إلى 82 قدمًا) في الطول الكلّي تقريبًا. وقد أكد جوتفريد وزملاءه أن الميجالودون ربما وصل حجمه الأقصى الكلّي إلى 20.3 مترًا (67 قدمًا). وحاليًا، يبلغ الطول الكلّي الأقصى المعترَف به عامةً للميجالودون هو 18 مترًا (59 قدمًا)، مع حجم متوسط يبلغ 10.5 مترًا (34 قدمًا). مقارنةً مع الحد الأقصى لأحجام القرش الأبيض الكبير المسجَّل عند 6.1 مترًا (20 قدمًا) وقرش الحوت (أكبر سمكة معاصرة) عند 12.65 مترًا (42 قدمًا). ومن الممكن أنه كان لدى مجموعات مختلفة من الميجالودون حول العالم أحجام جسم وسلوكيات مختلفة نظرًا للضغوط البيئية المختلفة. فإذا كان حجمها يزيد على 16 مترًا (52 قدمًا)، لكانت أكبر سمكة معروفة على الإطلاق، متجاوِزة السمكة الچوراسية الليدزيشثيس.
ربما كانت كتلة جسم ذكر الميجالودون الناضج تتراوح بين 12.6 و33.9 طنًا متريًا (بين 13.9 و37.4 طنًا صغيرًا)، وربما كانت الأنثى الناضجة تتراوح بين 27.4 و59.4 طنًا متريًا (بين 30.2 و65.5 طنًا صغيرًا)، وهذا يجعل طول الذكور ربما تراوح بين 10.5 و14.3 مترًا (بين 34 و47 قدمًا) والإناث بين 13.3 و17 مترًا (بين 44 و56 قدمًا).:61 وقد ربطت دراسة في سنة 2015 بين حجم القرش وسرعة السباحة النموذجية التي قدَّرت أن الميجالودون ربما سبَح عادةً بسرعة وصلت إلى 18 كيلومترًا في الساعة (11 ميلًا في الساعة) - وهذا يجعل كتله جسمه كانت عادةً 48 طن متري (53 طن صغير) -  وهو ما يتسق مع الكائنات المائية الأخرى بالنسبة لأحجامها، مثل الحوت الزعنفي الذي عادةً ما يَسبَح بسرعة تتراوح بين  14.5 و21.5 كم/س (9.0 و13.4 ميل/س).
ربما يرجع حجم الميجالودون الكبير للعوامل المناخية ووفرة الفرائس الكبيرة، وربما تأثر أيضًا بالتطور الإقليمي للكائنات متوسطة الحرارة والذي كان سيزيد من معدل الأيض وسرعة السباحة. وبما أن قروش الأوتودونتيات اعتُبرت أنها خارجية الحرارة، فقد كان الميجالودون قريب وثيق الصِلة بها، وربما كان خارجي الحرارة أيضًا. وعلى العكس، فإن أكبر القروش خارجية الحرارة المعاصرة، مثل قرش الحوت، هي مغذيات ترشيحية، وهذا يدل على بعض القيود الأيضية مع نمط الحياة الافتراسي، وهذا يعني أنه من غير المحتمَل أن الميجالودون كان خارجي الحرارة.

#### التقديرات
جوردون هابيل من جينزفيل بفلوريدا يقتني أسنان ميجالودون أمامية عُليا يبلغ ارتفاعها الأقصى 18.4 سنتيمترًا (7.25 بوصة)، وهي واحدة من أكبر العينات المعروفة من القرش. وبالإضافة إلى ذلك، تحتوي إعادة بناء لفك ميجالودون حجمه 2.7 في 3.4 متر (9 في 11 قدم) قام بتطويره صائد الحفريات ڤيتو بيرتوتشي على سِن يبلغ ارتفاعه الأقصى كما يُقال 18 سنتيمترًا (7 بوصة).
المحاولة الأولى لإعادة بناء فكَّي ميجالودون قام بها باشفورد دين في سنة 1909، وهي معروضة المتحف الأمريكي للتاريخ الطبيعي. ومن أبعاد إعادة البناء هذه، تم الافتراض أنه من الممكن أن الميجالودون ربما اقترب طوله من 30 مترًا (98 قدمًا). كان دين قد بالغ في حجم الغضروف على كلا الفكَّين، مما جعله طويلًا جدًا.
استخدَم عالِم الأسماك چون إي راندال ارتفاع المينا (المسافة الرأسية من قاعدة جزء المينا من السِن إلى قمته) لقياس طول القرش، وأعطى طول أقصى يبلغ نحو 13 مترًا (43 قدمًا). ارتفاع مينا الأسنان لا يزداد تناسبيًا بالضرورة مع الطول الكلي للحيوان.:99
اقترح باحثو القروش مايكل دي جوتفريد وليونارد كوپاجنو وكورتيز بومان وجود علاقة خَطِّية بين طول القرش الكُلّي وارتفاع الأسنان الأمامية العليا الأكبر حجمًا، العلاقة المقترَحة هي: = − (0.096) × [UA أقصى ارتفاع (مم)]-(0.22).:60 وقد قدَّروا متوسط الطول بناءً على الارتفاع المائل لأكبر سِن تم اكتشافه، بالنسبة لأنثي ميجالودون فتكون 15.6 مترًا (51 قدمًا)، على الرغم من احتمالية وجود أسنان أكبر حجمًا.:55–60
في سنة 2002، اقترح الباحث كليفورد چيرميا أن الطول الكُلّي كان متناسبًا مع عرض جِذر السِن الأمامي العلوي، وزعم أنه لكل 1 سنتيمتر (0.39 بوصة) من عرض الجذر هناك ما يقدَّر بـ1.4 مترًا (4.6 قدمًا)  من طول القرش، وأشار إلى أن محيط فك القرش يتناسب بشكل مباشر مع طوله الكُلّي. مع كون عرض جذور الأسنان الأكبر حجمًا أداة لتقدير فك المحيط. أكبر الأسنان حجمًا التي في حوزة چيرميا كان عرض جذورها حوالي 12 سنتيمترًا (4.7 بوصة)، والتي أعطت طولًا كُلّيًا يقدَّر بـ16.5 مترًا (54 قدمًا).:88
وفي سنة 2002، اقترح الإحاثي كينشو شيمادا في جامعة ديپول وجود علاقة خَطِّية بين ارتفاع تاج السن والطول الكلي بعد إجراء تحليل تشريحي للعديد من العينات، وهو ما سمح باستخدام أي حجم للأسنان. وذَكَر أن الطرق المقترَحة سابقًا كانت مبنية على تقييم أقل موثوقية للتنادد السِنّي بين الميجالودون والقرش الأبيض الكبير. وأن معدَّل النمو بين التاج والجذر ليس متقايسًا، والذي اعتبره في نموذجه. وباستخدام هذا النموذج فإن الأسنان الأمامية العلوية التي في حوزة كليفورد وزملاءه تُطابِق طولًا كُلّيًا يبلغ 15 مترًا (49 قدمًا). ومن بين العينات التي عُثِر عليها في تكوين جاتون في پنما، استَخدَم باحثو قروش آخرون هذه الطريقة وحسبوا الحد الأقصى لطول إحدى العينات كـ17.9 مترًا (59 قدمًا).

### قوة الأسنان والعضّة

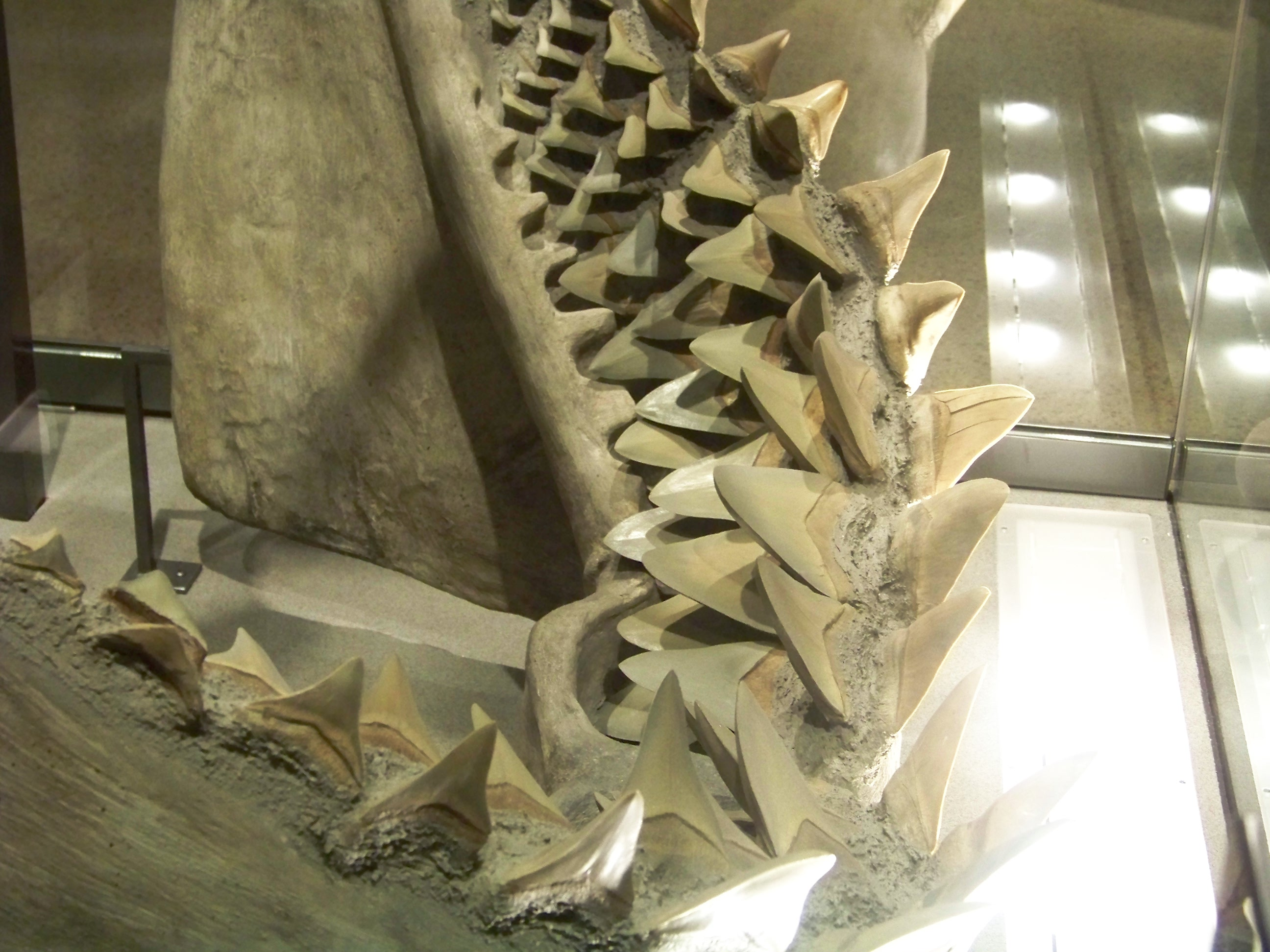
إعادة بناء تُظهر وضعية الأسنان المستَبدَلَة.

حفريات الميجالودون الأكثر شيوعًا هي أسنانها. تشمل الخصائص التشخيصية شكلًا مُثلثًا، وبنية قوية، وحجمًا كبيرًا، وشرشرة جيدة، ونقص في الحُصَيات السِنِّية، ورقبة مرئية على شكل حرف V (حيث يلتقي الجذر بالتاج).:55 يلتقي السن بالفك عند زاوية منحدرة، مماثلة للقرش الأبيض الكبير. ثُبِّتَ السن بواسطة ألياف النسيج الضام، وربما تكون وُعُورة القاعدة قد أُضيفت إلى القوة الميكانيكية. الجانب اللِّساني المواجه للِّسان في الأسنان كان محدبًا، والجانب الآخر المواجه للشفاة كان محدبًا قليلًا أو مسطحًا. وكانت الأسنان الأمامية متعامدة تقريبًا مع الفك ومتماثلة. بينما كانت الأسنان الخلفية مائلة وغير متماثلة.
أسنان الميجالودون يمكنها أن تُقاس أعلى من 180 مليمترًا (7.1 بوصة) بارتفاع مائل (طول قُطري) وهي أكبر من أسنان أي نوع معروف من أسماك القرش.:33 وفي سنة 1989 تم اكتشاف مجموعة كاملة تقريبًا من أسنان الميجالودون في سايتاما باليابان. وقد تم التنقيب عن أسنان أخرى ذات صِلة شبه كاملة للميجالودون في تكوين يوركتاون بالولايات المتحدة، استُخدِمت كأساس لإعادة بناء فك الميجالودون في المتحف الوطني للتاريخ الطبيعي بواشنطن، وبناءً على هذه الاكتشافات تم وضع تركيبة أسنان صناعية معًا للميجالودون في سنة 1996.:55
صيغة أسنان الميجالودون هي: {\displaystyle {\tfrac {2.1.7.4}{3.0.8.4}}}. وكما هو واضح من الصيغة، كان لدى الميجالودون أربع أنواع من الأسنان في فكَّيه: أمامية ووُسطى وجانبية وخلفية. الأسنان الوُسطى تبدو كأنها عُلوية أمامية من الناحية التقنية ووُصفت بأنها (A3) لأنها متماثلة إلى حد كبير ولا تتجه نحو الخط الناصف (جانب السن باتجاه خط الوسط من الفكّين حيث يلتقي الفكّين الأيمن والأيسر). كان لدى الميجالودون أسنان قوية جدًا،:20–21 وكان لديه ما يزيد عن 250 سِنًا في فكّيه، يمتدون عبر 5 صفوف.:iv ربما كان لدى الأفراد كبار الحجم من الميجالودون  فُكُوك يمتد طولها لمسافة مترين (6.6 قدم) تقريبًا على الجانبين.:129 وكانت الأسنان مشرشرة وهو ما كان ليُحَسِّن كفاءة القطع سواء في اللحم أو العظم.:1 وربما كان الميجالودون قادرًا على فتح فمه إلى زاوية 75° درجة، على الرغم من أن إعادة البناء في المتحف الأمريكي للتاريخ الطبيعي اقتربت من 100° درجة.:63

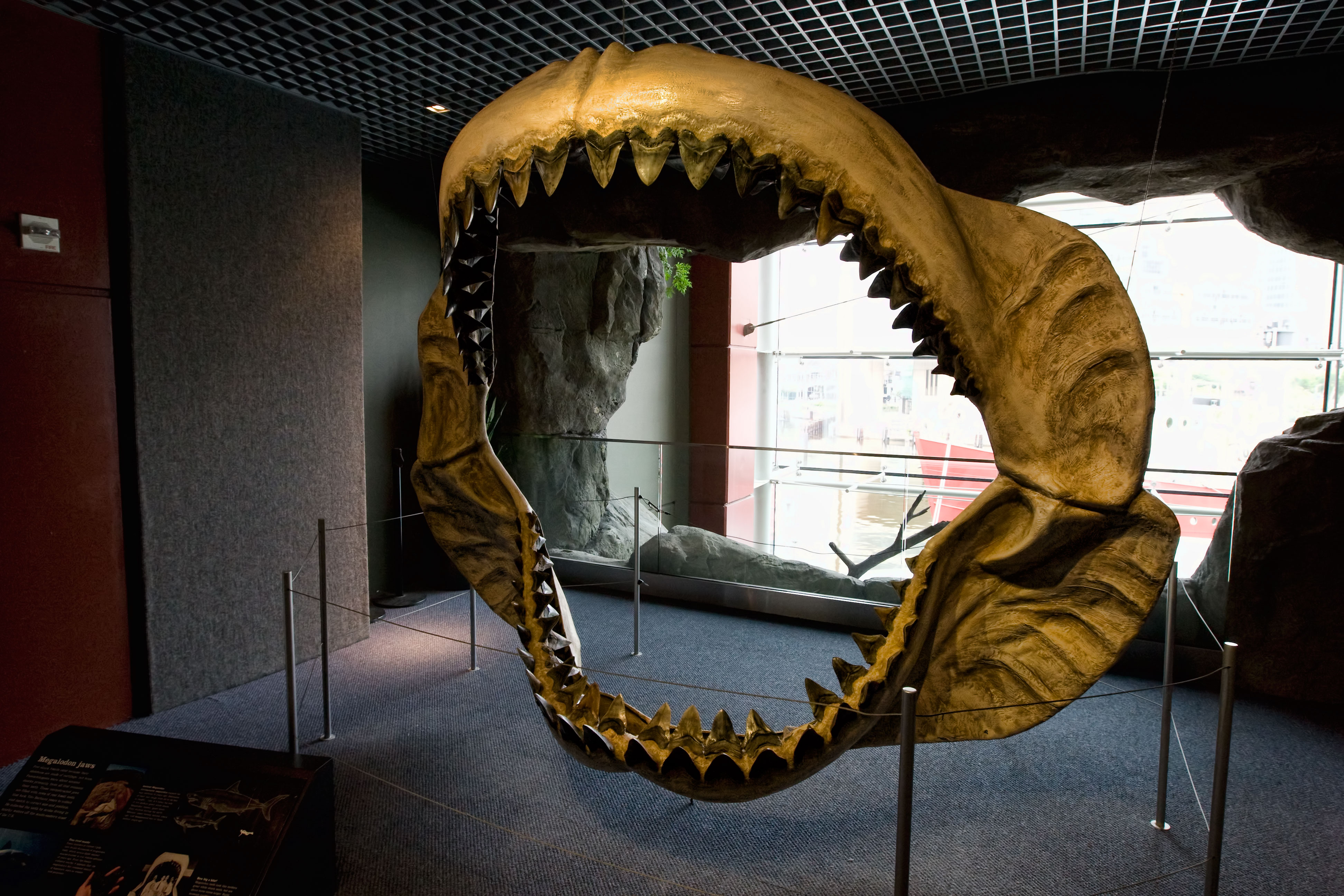
فكّا ميجالودون معاد بناءهما في "ناشونال أكواريم" في بالتيمور.

في سنة 2008، أجرى فريق من العلماء بقيادة إس ورو تجربة لتحديد قوة عضّة القرش الأبيض العظيم، مستخدِمين عينة طولها  2.5 متر (8.2 قدم)، ومن ثم قياس النتائج بشكل متساوي القياس للحصول على أقصى حجم له وكتلة الجسم المتحفظة للحدَّين الأدني والأقصى للميجالودون. وقد وضعوا قوة العض الأخيرة بين 108,514 و182,201 نيوتن (24,395 و40,960 رطلق) في العضّة الخلفية، في مقارنة مع 18,216 نيوتن (4,095 رطلق) هي قوة عضّة أكبر قرش أبيض كبير مؤكَّد، و7,400 نيوتن (1,700 رطلق) لسمكة الدانكليوستيس (Dunkleosteus) المنقرضة. وبالإضافة إلى ذلك، أشار ورو وزملاءه إلى أن القروش تهتز جانبيًا أثناء الأكل، وهو ما يضخِّم القوة المتوَّلدة، والذي يمكن أن يكون السبب في أن القوة الكُلِّية التي تُعانيها الفريسة أعلى من القوة المقدَّرة.

### التشريح الداخلي

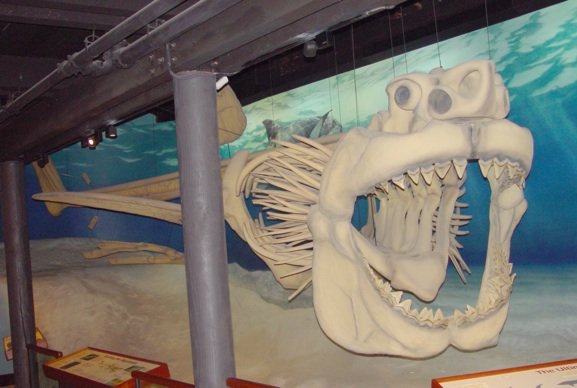
هيكل عظمي لميجالودون معاد بناءه في "متحف كاڤرت البحري" بالولايات المتحدة.

يتم تمثيل الميجالودون في السجل الحفري بواسطة الأسنان والعمود الفقري والبراز المتحجر.:57 وكما هو الحال مع كل القروش، يتكون الهيكل العظمي للميجالودون من الغضاريف بدلًا من العظام؛ وبالتالي فإن معظم العينات الحفرية تُحفظ حِفظًا سيئًا. ومن أجل دعم أسنانه الكبيرة كان فكَّي الميجالودون أكثر ضخامة وقوة وأكثر تطورًا من نظيريهما في القرش الأبيض الكبير، الذي لديه أسنان ناحلة نسبيًا. وكان قحفه الغضروفي؛ الجمجمة الغضروفية، ربما كان لها مظهرًا أكثر امتلاءً وأكثر قوةً من مظهر الأبيض الكبير، وكان زعانفه متناسبة من حجمه الأكبر.:64–65
وقد تم العثور على بعض حفريات الفقرات، المثال الأكثر بروزًا هو العمود الفقري الذي حُفِظ حِفْظًا جيدًا من عينة واحدة، تم استخراجه في حوض أنتفيرپ ببلجيكا في سنة 1926، ويشمل 150 جسمًا فقريًا، والتي يتراوح قُطرها من 55 مليمتر (2.2 بوصة) إلى 155 مليمتر (6 بوصات). وربما كانت فقرات القرش أكبر حجمًا من هذا بكثير، وكشفت العينة التي تم فحصها بدقة عن أنه كان لديه عدد من الفقرات أعلى من عينات أي قرش معروف، ربما أكثر من 200 جسمًا فقريًا، فقط الأبيض الكبير هو الذي اقترب من هذا العدد.:63–65 وتم استخراج عمود فقري آخر حُفِظ جزئيًا في تكوين جرام في الدنمارك في سنة 1983، والذي يشمل 20 جسمًا فقريًا، والذي يتراوح قُطرهم من 100 مليمتر (4 بوصات) إلى 230 مليمتر (9 بوصات).

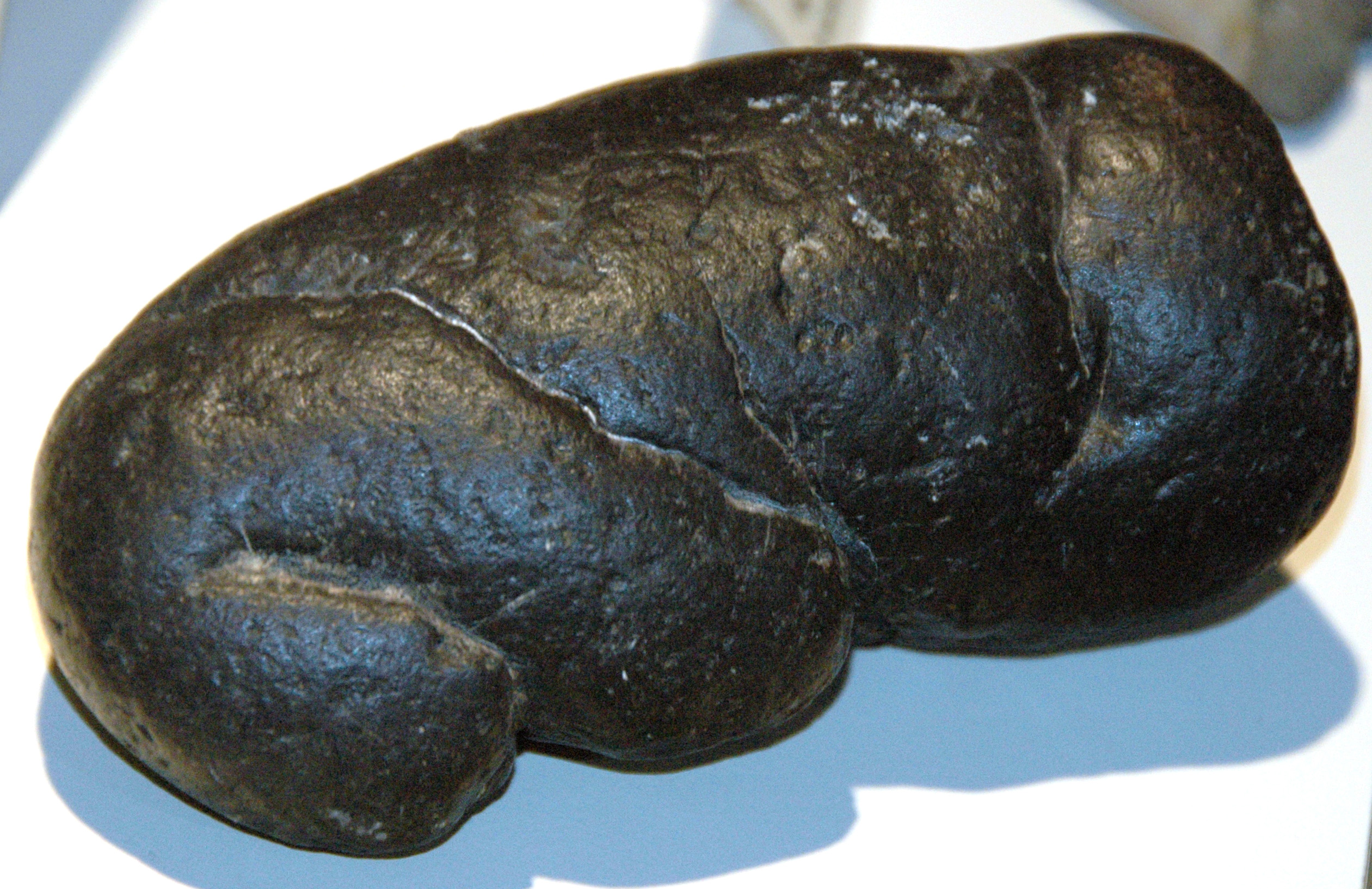
براز متحجر يعود للميجالودون.

بقايا البراز المتحجر هي على شكل حلزوني، وهي تشير إلى أن الميجالودون ربما كان لديه صمام حلزوني، وهو جزء من الأمعاء السُفلية يشبه الفتَّاحة اللولبية، وهو مماثل لمثيله في لمنيات الشكل المعاصِرة. وقد تم العثور على بقايا براز متحجر من فترة الميوسين في مقاطعة بوفورت بكارولينا الجنوبية، مقياس أحدها هو 14 سـم (5.5 بوصة).
وقد قام جوتفريد وزملاءه بإعادة بناء هيكل عظمي كامل لميجالودون، والذي عُرض لاحقًا في «متحف كاڤرت البحري» بالولايات المتحدة و«متحف إيزيكو الجنوب أفريقي».:56 إعادة البناء هذه طولها 11.3 مترًا (37 قدمًا) وتُمثل ذكرًا ناضجًا.:61 بُنِيَت على أساس تغييرات نشوء الفرد التي يمر بها القرش الأبيض الكبير على مدار حياته.:65

## علم الحفريات القديمة

### النطاق والمسكن
كان الميجالودون له توزيعًا عالميًا؛ استُخرِجَت حفرياته من أجزاء كثيرة من العالم، تشمل أوروپا وأفريقيا والأمريكتين وأستراليا.:67 وهذا حدث عادةً في المناطق شبه الاستوائية إلى خطوط العرض المعتدلة.:78 وقد تم العثور عليها عند خطوط العرض صعودًا إلى 55° شمالًا؛ كان نطاق درجة الحرارة المحتمَلة المستنبَطة هو 1–24 °م (34–75 °ف). ويمكن القول أن قدرته على تحمل درجات الحرارة المنخفضة تلك ترجع إلى كونه متوسط الحرارة، القدرة الفسيولوجية للقروش الكبيرة لحفظ الحرارة الأيضية عن طريق الحفاظ على درجة الحرارة الأعلى للجسم أكثر من المياه المحيطة بها.
سكن الميجالودون نطاقًا عريضًا من البيئات البحرية (المياه الساحلية الضحلة، ومناطق الارتفاعات الساحلية الصاعدة، والبحيرات الشاطئة المستنقعية، والنطاقات الشاطئية الرملية، وبيئات المياه العميقة البعيدة عن الشاطئ) وأظهر نمط حياة عابر. لم يكن أفراد الميجالودون البالغين وافرين في بيئات المياه الضحلة وسكن معظمهم المناطق البعيدة عن الشواطئ. وربما كان الميجالودون يتحرك بين المياه الساحلية والمحيطية، خاصة في المراحل المختلفة من دورة حياته.:33
تُظهر بقايا الحفريات ميلًا للحفريات لأن يكون متوسط حجمها في نصف الأرض الجنوبي أكبر منه في النصف الشمالي، مع متوسط طول يبلغ 11.6 و9.6 أمتار (38 و31 أقدام) على التوالي؛ وأيضًا أكبر حجمًا في المحيط الهادئ منها في الأطلسي، مع متوسط طول يبلغ 10.9 و9.5 أمتار (36 و31 أقدام) على التوالي. وهي لا تشير إلى أي ميل لتغيير حجم الجسم مع خط العرض المطلق، أو تغير في الحجم مع مرور الوقت (على الرغم من أن نسل الكاركاروكليز بشكل عام يُعتقَد أنه يُظهر ميلًا لزيادة الحجم مع مرور الوقت). وقد تم تقدير نموذج الطول الإجمالي عند 10.5 مترًا (34 قدمًا)، مع انحراف توزيع الطول نحو الأفراد الأكبر حجمًا، وهو ما يشير إلى وجود ميزة بيئية أو تنافسية لذوي الحجم الأكبر.

#### مواقع الحفريات
الميجالودون له توزيع عالمي، وقد تم العثور على حفرياته في أماكن كثيرة حول العالم، على حدود جميع محيطات النيوجين.
| الفترة                | التكوين                | البلد            | القارة          |
| --------------------- | ---------------------- | ---------------- | --------------- |
| الپاليوسين            | تكوين لواندا           | أنغولا           | أفريقيا         |
| الپاليوسين            |                        | ليبيا            | أفريقيا         |
| الپاليوسين            |                        | جنوب إفريقيا     | أفريقيا         |
| الپاليوسين            | كاستل أكوارتو          | إيطاليا          | أوروبا          |
| الپاليوسين            | تكوين أريناس دي هوليڤا | إسبانيا          | أوروبا          |
| الپاليوسين            | تكوين إسبارهوندادويرو  | البرتغال         | أوروبا          |
| الپاليوسين            | تكوين مجمع توريل       | البرتغال         | أوروبا          |
| الپاليوسين            | تكوين ريد كراج         | المملكة المتحدة  | أوروبا          |
| الپاليوسين            | تكوين سان ماتيو        | الولايات المتحدة | أمريكا الشمالية |
| الپاليوسين            | تكوين توسلي            | الولايات المتحدة | أمريكا الشمالية |
| الپاليوسين            | تكوين بون ڤالي         | الولايات المتحدة | أمريكا الشمالية |
| الپاليوسين            | تكوين تاميامي          | الولايات المتحدة | أمريكا الشمالية |
| الپاليوسين            | تكوين يوركتاون         | الولايات المتحدة | أمريكا الشمالية |
| الپاليوسين            | تكوين هايلاندز         | أنتيغوا وباربودا | أمريكا الشمالية |
| الپاليوسين            | تكوين ريفيوجيو         | المكسيك          | أمريكا الشمالية |
| الپاليوسين            | تكوين سان دييجو        | المكسيك          | أمريكا الشمالية |
| الپاليوسين            | تكوين تيرابوزون        | المكسيك          | أمريكا الشمالية |
| الپاليوسين            | تكوين أونزول           | الإكوادور        | أمريكا الجنوبية |
| الپاليوسين            | تكوين پاراجوانا        | فنزويلا          | أمريكا الجنوبية |
| الپاليوسين            | بلاك روك ساندستون      | أستراليا         | أوقيانوسيا      |
| الپاليوسين            | تكوين كاميرون إنليت    | أستراليا         | أوقيانوسيا      |
| الپاليوسين            | تكوين جرانج بيرن       | أستراليا         | أوقيانوسيا      |
| الپاليوسين            | تكوين لوكستون ساند     | أستراليا         | أوقيانوسيا      |
| الپاليوسين            | تكوين والترز بلاف      | أستراليا         | أوقيانوسيا      |
| الپاليوسين            | تكوين تانجاهو          | نيوزيلندا        | أوقيانوسيا      |
| الميوسين              |                        |                  |                 |
|                       | مصر                    | أفريقيا          |                 |
| حوض مدغشقر            | مدغشقر                 | أفريقيا          |                 |
|                       | نيجيريا                | أفريقيا          |                 |
| تكوين ڤارسووتر        | جنوب إفريقيا           | أفريقيا          |                 |
| باريپادا لايمستون     | الهند                  | آسيا             |                 |
| تكوين أراكيدا         | اليابان                | آسيا             |                 |
| مجموعة بيهوكو         | اليابان                | آسيا             |                 |
| تكوين فوچينا          | اليابان                | آسيا             |                 |
| تكوين هانورا          | اليابان                | آسيا             |                 |
| تكوين هونجو           | اليابان                | آسيا             |                 |
| تكوين هوريماتسو       | اليابان                | آسيا             |                 |
| تكوين إتشيشي          | اليابان                | آسيا             |                 |
| تكوين كوراهارا        | اليابان                | آسيا             |                 |
| تكوين ماينامي         | اليابان                | آسيا             |                 |
| مجموعة ماتسوياما      | اليابان                | آسيا             |                 |
| تكوين سيكينوبانا      | اليابان                | آسيا             |                 |
| تكوين سوسو            | اليابان                | آسيا             |                 |
| تكوين تاكاكوبو        | اليابان                | آسيا             |                 |
| تكوين تونوكيتا        | اليابان                | آسيا             |                 |
| تكوين تسوروسي         | اليابان                | آسيا             |                 |
| تكوين وازيمازاكي      | اليابان                | آسيا             |                 |
| تكوين يوسي            | اليابان                | آسيا             |                 |
|                       | ميانمار                | آسيا             |                 |
| تكوين بيرجشلاينتز     | النمسا                 | أوروبا           |                 |
| تكوين ميلكر ساند      | النمسا                 | أوروبا           |                 |
| تكوين رزياكيا         | النمسا                 | أوروبا           |                 |
| تكوين ڤايسنيج         | النمسا                 | أوروبا           |                 |
| عضو رمال أنتويرپين    | بلجيكا                 | أوروبا           |                 |
|                       | قبرص                   | أوروبا           |                 |
| تكوين هروشكي          | جمهورية التشيك         | أوروبا           |                 |
| تكوين جرام            | الدنمارك               | أوروبا           |                 |
| حوض أكويتين           | فرنسا                  | أوروبا           |                 |
|                       | ألمانيا                | أوروبا           |                 |
| ليبانو ساندستون       | إيطاليا                | أوروبا           |                 |
| تكوين بلوكلاي         | مالطا                  | أوروبا           |                 |
| جلوبجرينا لايمستون    | مالطا                  | أوروبا           |                 |
| عضو ألتِن              | هولندا                 | أوروبا           |                 |
| تكوين بريدا           | هولندا                 | أوروبا           |                 |
| كوريتنيكا كلايز       | بولندا                 | أوروبا           |                 |
| ليثا لايمستون         | بولندا                 | أوروبا           |                 |
| تكوين إسبارهوندادويرو | البرتغال               | أوروبا           |                 |
| تكوين فيلاكوڤو        | سلوفاكيا               | أوروبا           |                 |
| تكوين أرخونا          | إسبانيا                | أوروبا           |                 |
| سانت إلم كالكيرِنايتس  | إسبانيا                | أوروبا           |                 |
|                       | تركيا                  | أوروبا           |                 |
| تكوين مونتيري         | الولايات المتحدة       | أمريكا الشمالية  |                 |
| تكوين پوينتي          | الولايات المتحدة       | أمريكا الشمالية  |                 |
| تكوين پوريسيما        | الولايات المتحدة       | أمريكا الشمالية  |                 |
| تكوين سان مانتو       | الولايات المتحدة       | أمريكا الشمالية  |                 |
| تكوين سانتا مارجريتا  | الولايات المتحدة       | أمريكا الشمالية  |                 |
| تكوين تمبلور          | الولايات المتحدة       | أمريكا الشمالية  |                 |
| تكوين توپانجا         | الولايات المتحدة       | أمريكا الشمالية  |                 |
| تكوين بون ڤالي        | الولايات المتحدة       | أمريكا الشمالية  |                 |
| تكوين كالڤرت          | الولايات المتحدة       | أمريكا الشمالية  |                 |
| تكوين كيركوود         | الولايات المتحدة       | أمريكا الشمالية  |                 |
|                       | باربادوس               | أمريكا الشمالية  |                 |
| تكوين كوچيمار         | كوبا                   | أمريكا الشمالية  |                 |
| تكوين كيندانس         | غرينادا                | أمريكا الشمالية  |                 |
|                       | جامايكا                | أمريكا الشمالية  |                 |
| آِيميمون لايمستون      | بورتوريكو              | أمريكا الشمالية  |                 |
| تكوين ألميهاس         | المكسيك                | أمريكا الشمالية  |                 |
| تكوين كاريلو پورتو    | المكسيك                | أمريكا الشمالية  |                 |
| تكوين تشاجرِس          | بنما                   | أمريكا الشمالية  |                 |
| تكوين تشوكوناك        | بنما                   | أمريكا الشمالية  |                 |
| تكوين جاتون           | بنما                   | أمريكا الشمالية  |                 |
| تكوين پارانا          | الأرجنتين              | أمريكا الجنوبية  |                 |
| باهيا إنجلسا          | تشيلي                  | أمريكا الجنوبية  |                 |
| تكوين كاستيليتس       | كولومبيا               | أمريكا الجنوبية  |                 |
| تكوين ميرامار         | بيرو                   | أمريكا الجنوبية  |                 |
| تكوين پيسكو           | بيرو                   | أمريكا الجنوبية  |                 |
| تكوين كماتشو          | الأوروغواي             | أمريكا الجنوبية  |                 |
| تكوين كانتور          | فنزويلا                | أمريكا الجنوبية  |                 |
| تكوين كاوچارو         | فنزويلا                | أمريكا الجنوبية  |                 |
| تكوين سوكورو          | فنزويلا                | أمريكا الجنوبية  |                 |
| تكوين أوروماكو        | فنزويلا                | أمريكا الجنوبية  |                 |
| بيتسفورد لايمستون     | أستراليا               | أوقيانوسيا       |                 |
| بلاك روك ساندستون     | أستراليا               | أوقيانوسيا       |                 |
| جيپسلاند لايمستون     | أستراليا               | أوقيانوسيا       |                 |
| تكوين مانُم            | أستراليا               | أوقيانوسيا       |                 |
| مورجان لايمستون       | أستراليا               | أوقيانوسيا       |                 |
| پورت كامپل لايمستون   | أستراليا               | أوقيانوسيا       |                 |
|                       | فيجي                   | أوقيانوسيا       |                 |
|                       | تاهيتي                 | أوقيانوسيا       |                 |

### الافتراس

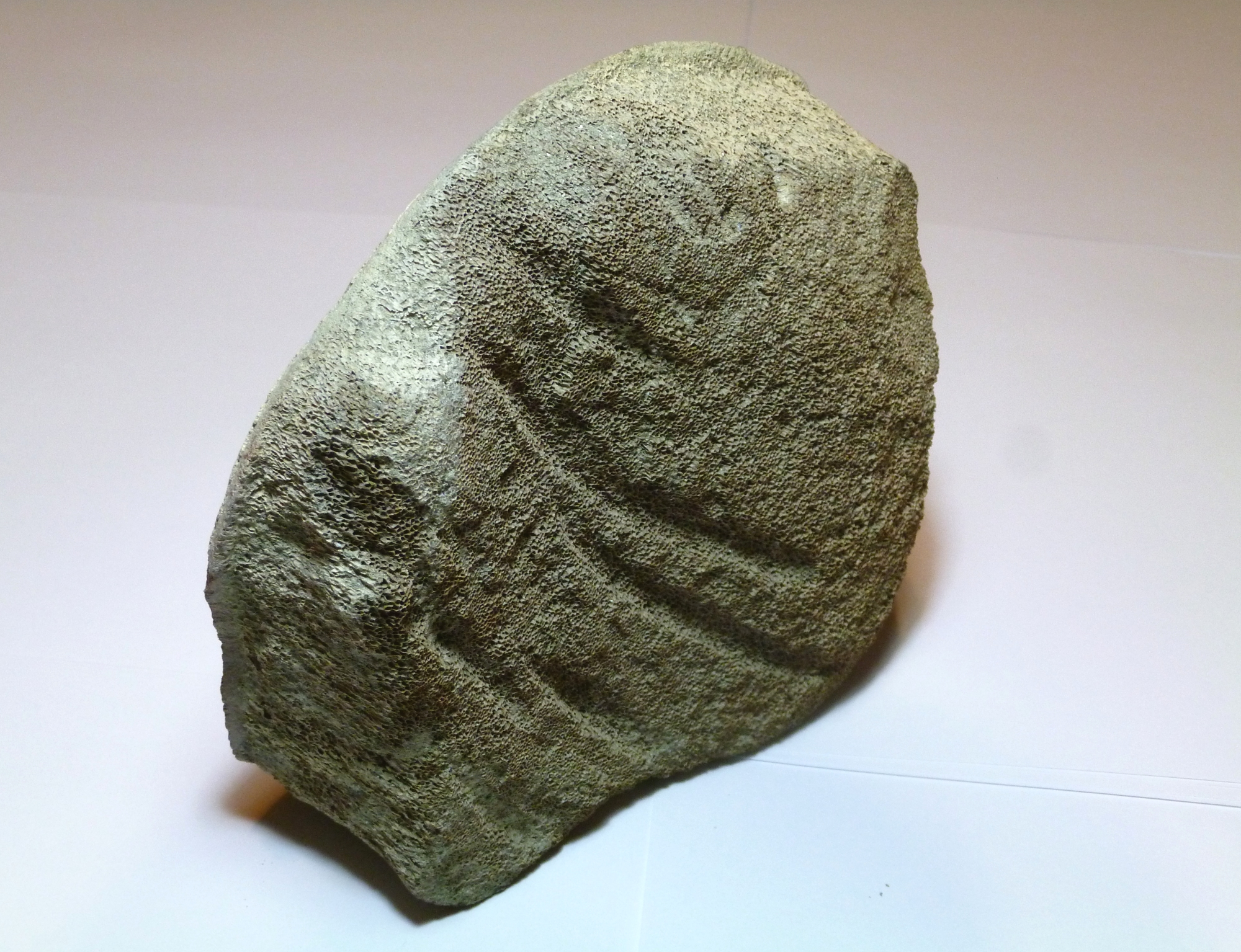
فقرة لحوت تعرض للعضّ في المنتصف من قِبل ميجالودون مع جرح بليغ سببته الأسنان.

على الرغم من أن أسماك القرش هي آكِلات انتهازية، إلا أن الحجم الهائل للميجالودون وقدرته على السباحة بسرعة عالية وفكّاه القويان إلى جانب جهاز تغذية مذهل، جعلوه مفترسًا علويًا قادرًا على استهلاك مجموعة واسعة من الحيوانات، وربما كان واحدًا من أقوى الحيوانات المفترسة التي وُجدت.:71–75 وقد كشفت دراسة ركّزت على نظائر الكالسيوم على قروش الأشلاق الباقية والمنقرضة أن الميجالودون تغذى على مستوى غذائي أعلى من القرش الأبيض الكبير المعاصر، وهذا يعني أنه كان أعلى في السلسلة الغذائية.
تشير الأدلة الحفرية إلى أن الميجالودون افترس العديد من أنواع الحيتانيات، مثل الدلافين والحيتان الصغيرة والإسكوالودونات وحيتان العنبر والحيتان مقوسة الرأس والهراكلة. وبالإضافة إلى هؤلاء استهدف أيضًا الفقمات والخيلانيات والسلاحف البحرية. كان القرش انتهازيًا وآكلًا للأسماك أيضًا، وكان أيضًا ليطارد الأسماك الأصغر حجمًا وأسماك القرش الأخرى. وقد تم العثور على العديد من عظام الحيتان فيها جروح بليغة هي على الأرجح بسبب أسنان الميجالودون.:75 وقد كشفت التنقيبات المختلفة عن أسنان ميجالودون مستلقية بالقرب من بقايا حيتان ممضوغة.:75 وأحيانًا تكون مرتبطة ارتباطًا مباشرًا معها.
ويبدو أن بيئة التغذية للميجالودون قد تنوعت مع تَغَيُّر العمر والمواقع، مثل القرش الأبيض الكبير الحديث. ومن المعقول أن تعداد الميجالودون البالغين قبالة سواحل پيرو استهدفت بشكل أساسي حيتان السيتوثيريات التي يتراوح طولها بين 2.5 و7 أمتار (بين 8.2 و23 أقدام) وفرائس أخرى أصغر في الحجم منهم أنفسهم، بدلا من الحيتان الكبيرة التي في نفس حجمهم. وفي الوقت نفسه، من المُحتمل أن الميجالودون اليافعين كان لديهم نظامًا غذائيًا مكوَّنًا من الأسماك بشكل أكبر.

### التنافس

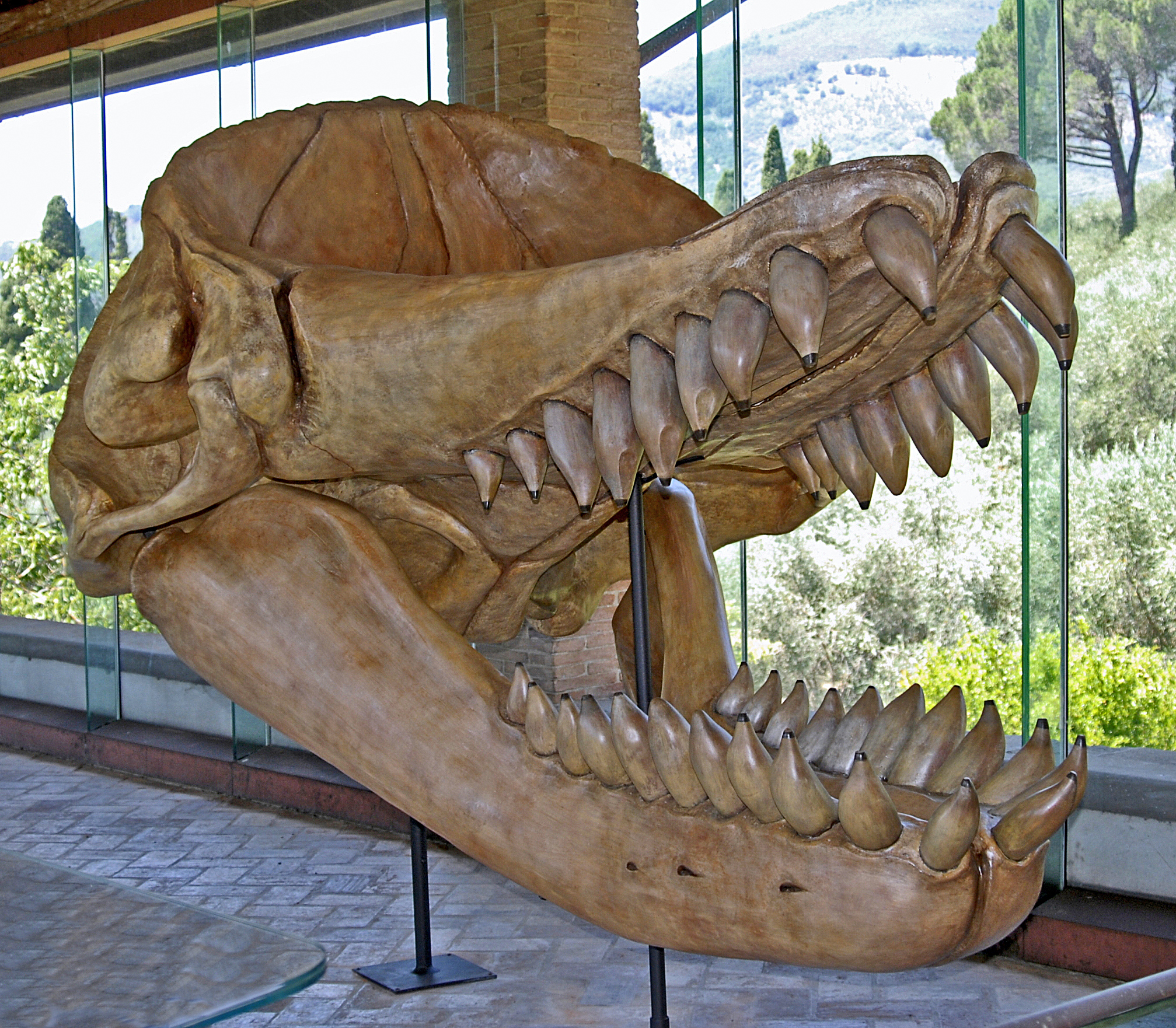
ربما واجه الميجالودون منافسة من قِبل حيتان عنبر الماكروراپتوريال، مثل الليڤياتان.

واجه الميجالودون بيئة تنافسية للغاية. ومن المحتمَل أن موقعه على قمة السلسلة الغذائية كان له تأثيرٌ كبيرٌ على هيكلة المجتمعات البحرية. تشير الدلائل الحفرية إلى وجود علاقة بين الميجالودون وظهور وتنوع الحيتان وغيرها من الثدييات البحرية.:78 وقد فضلت قروش الميجالودون اليافعة الموائل حيث كانت الحيتانيات الصغيرة وفيرة، بينما فضلت القروش البالغة الموائل حيث كانت الحيتانيات الكبيرة وفيرة. وهذه التفضيلات ربما تطورت بعد وقت قصير من ظهروها في فترة الأوليجوسين.:74–75
كان الميجالودون معاصرًا للحيتان المسننة (خاصةً حيتان عنبر الماكروراپتوريال والإسكوالودونات) والتي كان من المُرجَّح أنها من بين المفترسات العلوية في هذا العصر والتي قامت بالمنافسة. وقد وصل بعضها إلى أحجام هائلة، مثل الليڤياتان الذي تراوح طوله بين 13.5 و17.5 مترًا (بين 44 و57 قدمًا). وبحلول الميوسين المتأخر قبل حوالي 11 مليون سنة شهدت الماكروراپتوريالات انخفاضًا كبيرًا في الوفرة والتنوع، وربما أنواعًا أخرى كانت قد ملأت مكانها خلال الپليوسين، مثل الحوت القاتل الحفري الأورساينس سيتونينسيس الذي ربما كان صيادًا جماعيًا وفريسة مستهدَفة من قِبل حيوانات أكبر منه حجمًا. على الرغم من أنه يُرجَّح أنه كان مفترِسًا عامًا بدلًا من كونه متخصصًا في السلاحف البحرية.
وتشير الأدلة الحفرية إلى أن الأنواع الأخرى من القروش، مثل القرش الأبيض الكبير، استجابت للضعوط التنافسية من قِبل الميجالودون من خلال تجنب المناطق التي قطنها والبقاء بشكل أساسي في المياه الأكثر برودة في ذلك الوقت. بينما في المناطق التي بدت أن نطاقاتهم متداخلة فيها، كما هو الحال في باها كاليفورنيا، ربما كان كل من الميجالودون والقرش الأبيض الكبير يحتلان المنطقة في أوقات مختلفة من السنة بينما كانا يتتبعات فرائس مهاجرة مختلفة.:77 وربما كان الميجالودون أيضًا يميل لأكل مثيله، مثل القروش المعاصرة.

### إستراتيجيات الغذاء

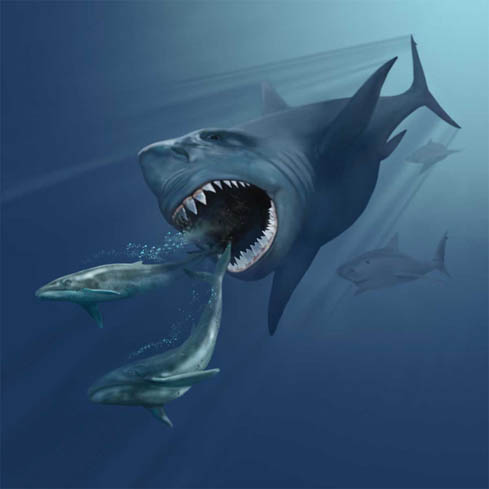
تصوير فني لميجالودون يطارد اثنين من حيتان "الإيوبالنوپترا" (Eobalaenoptera).

أسماك القرش غالبًا ما تستخدم إستراتيجيات معقدة في الصيد للامساك بالفرائس الكبيرة، وربما تكون إستراتيجيات القرش الأبيض الكبير مشابهة لتلك التي التي اصطاد بها الميجالودون فرائسه الكبيرة. وتشير علامات عضّات الميجالودون على حفريات الحيتان إلى أنه استخدَم إستراتيجيات صيد مختلفة ضد فرائس أكبر حجمًا من القرش الأبيض الكبير.
قدمت عينة محدَّدة - بقايا حوت باليني ميوسيني عير موصوف يبلغ طوله 9 أمتار (30 قدمًا) - الفرصة الأولى لتحليل سلوكه الهجومي كميًا. وعلى عكس القرش الأبيض الكبير الذي يهاجم بطون فرائسه، يُحتَمل أن قروش الميجالودون استهدَفوا القلب والرئتين، مع أسنانهم السميكة التي تكيَّفت للعضّ عبر العظم المتين، كما تشير علامات العضّ التي أصابت القفص الصدري والمناطق العظمية المتينة الأخرى على بقية الحيتان. وبالإضافة إلى ذلك، أنماط الهجوم كانت يمكن أن تختلف مع فرائس لديها أحجام مختلفة. وتشير البقايا الحفرية لبعض الحيتانيات الصغيرة مثل السيتوثيريات  على سبيل المثال إلى أنها صُدِمَت بقوة كبيرة من أسفل قبل أن تُقتَل وتؤكل، على أساس الكسور الانضغاطية.

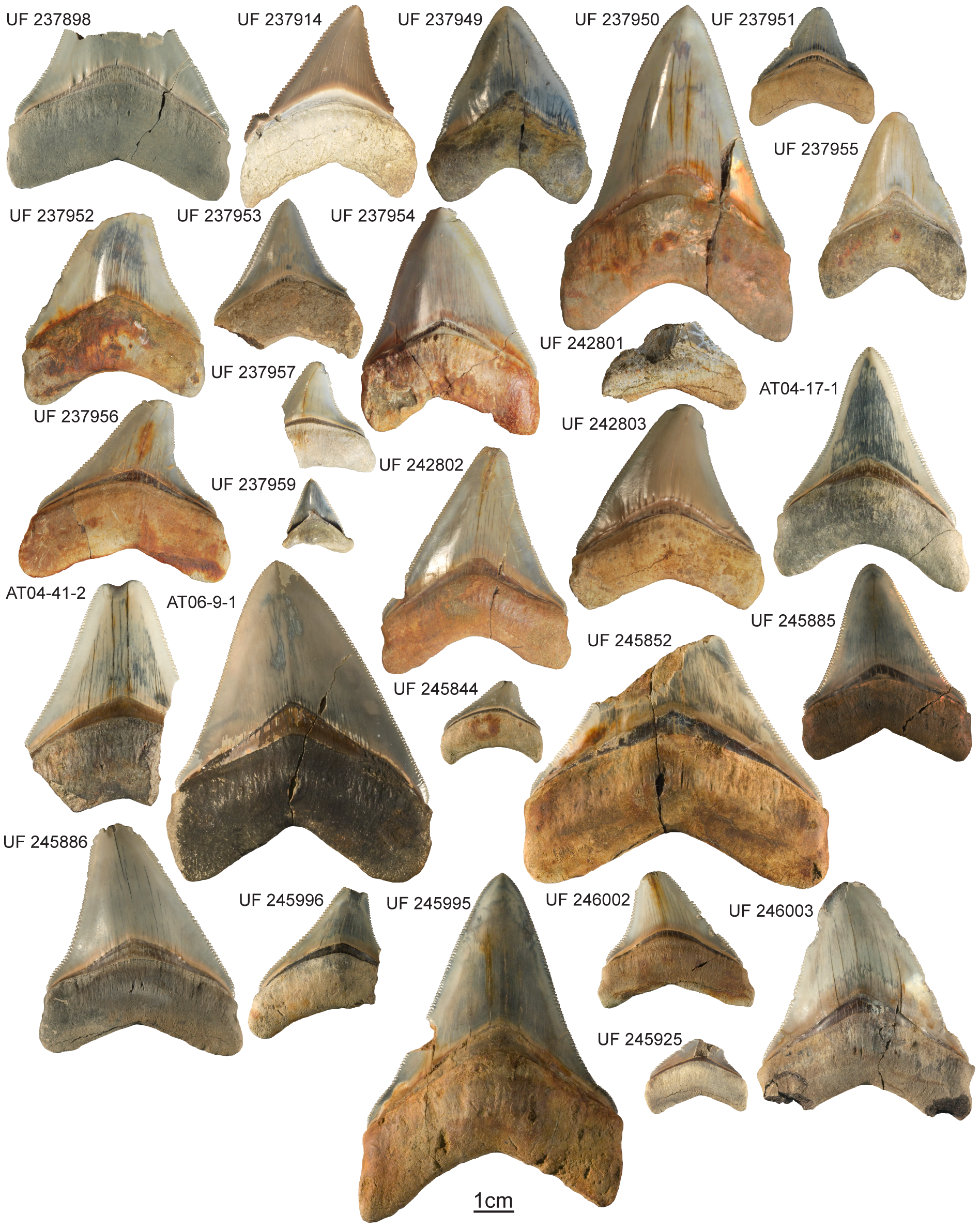
مجموعة من أسنان ميجالودون يافعين و"كاركاروكليز تشبتنسيس" (C. chubutensis) من منطقة حضانة محتمَلة في تكوين جاتون في پنما.

وخلال فترة الپليوسين، ظهرت حيتان أكبر حجمًا. ومن الواضح أن الميجالودون كان قد حسَّن إستراتيجيات الصيد الخاصة به من أجل التغلب على هذه الحيتان الكبيرة؛ فقد تم العثور على العديد من عظام الزعانف المتحجرة وفقرات ذيل من حيتان كبيرة من الپليوسين مع علامات عضّ الميجالودون، وهو ما يشير إلى أنه كان يشل حركة الحيتان الكبيرة قبل أن يقتلها ويأكلها.

### مناطق الحضانة
مثل القروش المعاصرة، استخدَمت قروش الميجالودون مناطق حضانة لتوليد صغارها، وخاصةً بيئات المياه الدافئة الساحلية التي لديها كميات كبيرة من الطعام والحماية من الحيوانات المفترسة. تم تحديد مناطق حضانة في تكوين جاتون في پنما وتكوين كاڤرت في ميرلاند وبانكو دي كونسيپسيون في جزر الكناري، وتكوين وادي العظام في فلوريدا. وبالنظر إلى أن جميع قروش لمنيات الشكل الباقية تلد صغارًا، وهو ما يُعتقَد أنه صحيح بالنسبة للميجالودون أيضًا. طول الميجالودون حديث الولادة كان يبلغ 3.5 متر (11 قدم) في أصغرهم،:61 وكانت الجراء عُرضة للافتراس من قِبل أنواع القروش الأخرى، مثل قرش المطرقة الكبير و«قرش السِن الناتي» (Hemipristis serra). وتُظهر تفضيلاتهم الغذائية تحولًا جنينيًا.:65 الميجالودون الصغير كان عادةً ما يفترس الأسماك، والسلاحف البحرية، والأطومات،:129 والحيتانيات الصغيرة، وكان أفراد الميجالودون الناضجون ينتقلون إلى المناطق قبالة الشواطئ ويستهلكون الحيتانيات الكبيرة.:74–75
وتشير حالة استثنائية في السجل الحفري إلى أن قروش الميجالودون اليافعين ربما هاجموا أحيانًا قروش الهركول الأكبر حجمًا بكثير؛ فقد تم العثور على ثلاث علامات أسنان تبدو أنها من قِبل قرش پاليوسيني طوله بين 4 و7 أمتار (بين 13 و23 قدمًا) على ضلع سلف حوت أزرق أو سنامي أظهر دليلًا على التعافي اللاحق، والذي يُشتبه في أنه أصيب بواسطة ميجالودون يافع.

## الانقراض

### تغير المناخ
مرت الأرض بعدد من التغييرات خلال الفترة الزمنية التي كان الميجالودون موجودًا فيها والتي أثّرت على الحياة البحرية. أدى اتجاه التبريد الذي بدأ في فترة الأوليجوسين منذ 35 مليون سنة في النهاية إلى تجلد القطبين. غيرت الأحداث الجيولوجية التيارات وهطول الأمطار؛ كان من بينها غلق طريق أمريكا الوسطى البحري والتغييرات في محيط تيثيس، وهو ما ساهم في تبريد المحيطات. أدى توقف تيار الخليج إلى منع وصول المياه الغنية بالعناصر الغذائية إلى النظم البيئية البحرية الكبيرة، وهو ما يكون قد أثر سلبًا على مصادرها الغذائية. وقد حدث أكبر تقلب لمستويات سطح البحر في حقبة الحياة الحديثة في فترة الپليو-پليستوسين، منذ نحو 5 مليون إلى 12 ألف سنة مضت، بسبب توسع الأنهار الجليدية في القطبين، والتي أثرت سلبًا على البيئات الساحلية، وربما ساهمت في انقراضها إلى جانب هذه الأنواع الأخرى من الأنواع البحرية الضخمة. هذه التغييرات المحيطية، وانخفاض مستوى سطح البحر بشكل خاص، ربما تكون قيدت العديد من مواقع المياه الدافئة الضحلة المناسِبة لحضانة الميجالودون مما أعاق التكاثر. مناطق الحضانة هي محورية من أجل بقاء العديد من أنواع القروش، في جزء لأنها تحمي اليافعين من الافتراس.
وبما أن نطاقه لم يمتد على ما يبدو إلى مياه أكثر برودة، فربما لم يكن الميجالودون قادرًا على الاحتفاظ بكمية كبيرة من الحرارة الأيضية، لهذا كان نطاقه مقتصرًا على تقلص المياه الدافئة. تؤكد الأدلة الحفرية على غياب الميجالودون في المناطق حول العالم حيث انخفضت درجات الحرارة بشكل كبير خلال الپليوسين.:77 ومع ذلك، يشير تحليل توزيع الميجالودون مع مرور الوقت إلى أن تغير درجات الحرارة لم يلعب دورًا مباشرًا في انقراضه، وأن توزيعه خلال الميوسين والپليوسين لم يكن مرتبطًا مع اتجاهات التدفئة والتبريد، بينما انخفضت الوفرة والتوزيع خلال الپليوسين، وأظهر الميجالودون قدرة على العيش في خطوط العرض الباردة، وتم العثور عليه في مواقع يتراوح متوسط درجة حرارتها من 12 إلى 27 °م (من 54 إلى 81 °ف)، مع نطاق كُلّي يتراوح من 1 إلى 33 °م (من 34 إلى 91 °ف)، وهو ما يشير إلى أن النطاق العالمي للموئل المناسب ما كان يجب أن يتأثر كثيرًا بالتغييرات التي حدثت في درجات الحرارة. وهذا يتسق مع الدليل على أن الميجالودون كان متوسط الحرارة.

### تغير النظام البيئي

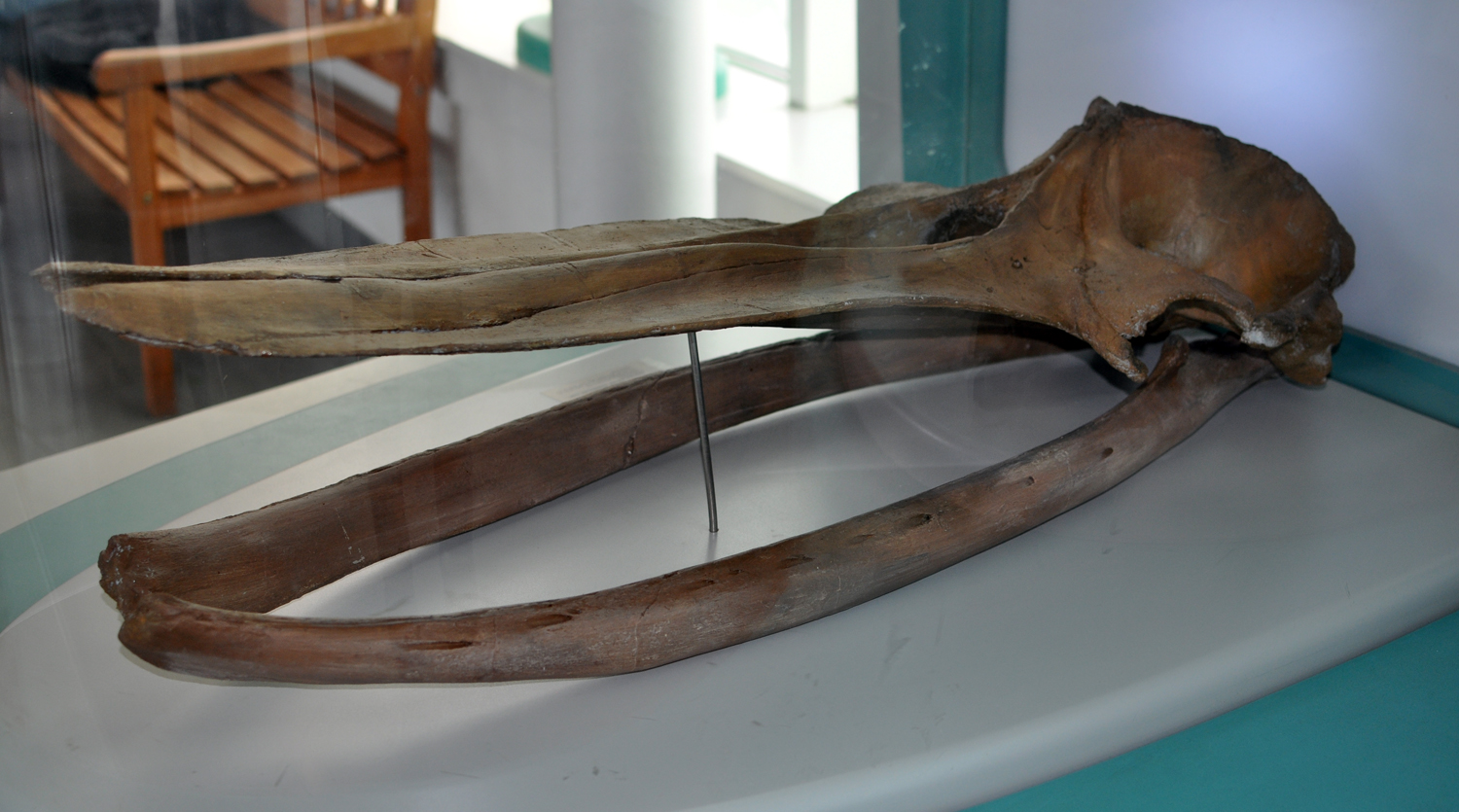
ربما يكون الميجالودون قد شارك أنواع حيتان بالينية أخرى الانقراض مثل «الپيسكوبالينا» (Piscobalaena).

وصلت الثدييات البحرية إلى أكبر تنوع لها خلال فترة الميوسين.:71 مثل الحيتان البالينية مع وجود أكثر من 20 جنسًا ميوسينيًا معترَفًا بهم مقابل 6 أجناس فقط باقية. قدّم هذا التنوع بيئة مثالية لدعم مفترس فائق مثل الميجالودون.:75 وبحلول نهاية الميوسين انقرضت أنواع كثيرة من الحيتان البالينية. وربما تكون الأنواع الباقية أسرع في السباحة وبالتالي أكثر الفرائس قدرة على المراوغة.:46 بالإضافة إلى ذلك، بعد غلق طريق أمريكا الوسطى البحري انخفض تنوع ووفرة الحيتان الاستوائية. يرتبط انقراض الميجالودون بانخفاض العديد من سلالات الحيتان البالينية الصغيرة، ومن الممكن أنه كان يعتمد عليها اعتماد شبه كُلّي كمصدر للغذاء. بالإضافة إلى أنه اكتُشف أن انقراض المجموعات الحيوانية الكبيرة خلال الپليوسين قُدِّر بأنه 36% من الأنواع البحرية الكبيرة منها 55% من الثدييات البحرية و35% من الطيور البحرية و9% من القروش 43% من السلاحف البحرية. كان الانقراض انتقائيًا لداخليات الحرارة ومتوسطات الحرارة نسبةً إلى متغيرات الحرارة، وهو ما يدل على سببية نقص الدعم الغذائي. وهو ما يتسق بالتالي مع الميجالودون كونه متوسط الحرارة. وربما كان الميجالودون أكبر من أن يحافظ على نفسه بالاعتماد على الموارد الغذائية الآخذة في الانخفاض. وربما قيّد تبريد المحيطات خلال الپلوسين وصول الميجالودون إلى المناطق القطبية، وهو ما يحرمه من الحيتان الكبيرة التي كانت تهاجر إلى هناك.
كما أن المنافسة من قِبل المفترسات الأخرى للثدييات البحرية، مثل حيتان العنبر المفترسة العلوية التي ظهرت خلال الميوسين، والحيتان القاتلة والقرش الأبيض الكبير خلال الپليوسين، ربما ساهمت أيضًا في تناقص وانقراض الميجالودون.:46–47 وتشير السجلات الحفرية إلى أن الحيتان الجديدة الآكلة للحيتانيات وُجِدت عادةً عند خطوط العرض العليا خلال الپليوسين، وهو ما يشير إلى قدرتها على التعامل مع درجات الحرارة الباردة السائدة على نحو متزايد، لكنها وُجِدت أيضًا في المناطق المدارية (مثل حوت عنبر «الأورساينس» Orcinus في جنوب أفريقيا). وحيتان عنبر الماكروراپتوريال الأكبر حجمًا مثل الليڤياتان هي معروفة أكثر من الميوسين، لكنها استمرت في الپليوسين، بينما استمر آخرون مثل «الهوپلوسيتس» (Hoplocetus) و«السكولديسيتس» (Scaldicetus) حتى أوائل الپليستوسين. وهؤلاء ربما احتلوا مكانة مشابهة لمكانة الحيتان القاتلة قبل أن تُستبدَل بها في النهاية.
مهّد انقراض الميجالودون الطريق أمام المزيد من التغييرات في المجتمعات البحرية. فقد ازدادت أحجام الحيتان البالينية بشكل كبير بعد اختفاءه، على الرغم من أن هذا ربما يرجع لأسباب أخرى مرتبطة بالمناخ. وعلى العكس، من الممكن أن تكون زيادة أحجام الحيتان البالينية قد ساهمت في انقراض الميجالودون، لأنه ربما فضّل ملاحقة الحيتان الصغيرة؛ ربما تكون علامات العضّ على أنواع الحيتان الكبيرة أتت من القروش القَمّامة. وربما الميجالودون ببساطة قد شارك أنواع الحيتان الصغيرة الانقراض مثل «الپيسكوبالينا» (Piscobalaena). انقراض الميجالودون كان له تأثيرًا ايجابيًا على المفترسات العلوية الأخرى في ذلك الوقت، مثل القرش الأبيض الكبير، والتي في بعض الحالات امتدت إلى مناطق أصبح الميجالودون غائبًا عنها.

## في الثقافة العامة ومزاعم بقاءه

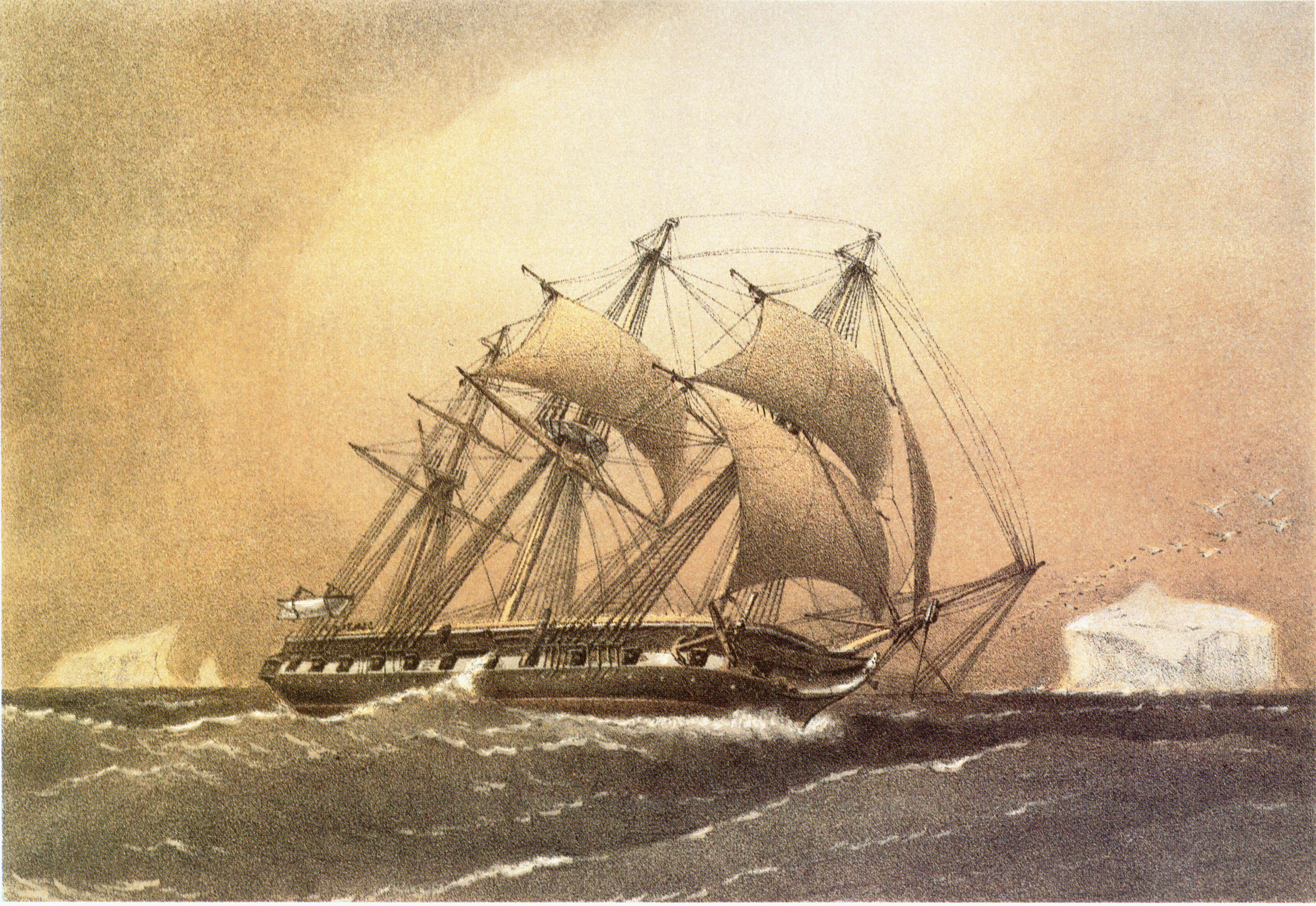
اكتشفت إتش إم إس تشالنجر أسنان ميجالودون والتي كان قد تم تأريخ عمرها بشكل خاطئ ليكون من 11,000 إلى 24,000 سنة تقريبًا.

تم تصوير الميجالودون في العديد من الأعمال الخيالية، من بينها أفلام وروايات، ولا زال مستمرًا كموضوع شائع في الخيال المتعلق بالوحوش البحرية. تم تصوير ثلاث أفراد من الميجالودون، اثنان بالغان وواحد يافع، في مسلسل البي بي سي التلڤزيوني (Sea Monsters) «وحوش بحرية» سنة 2003، حيث تم تعريفه على أنه «خطر» العصر. ويُصور (Jurassic Fight Club) «نادي القتال الچوراسي» من قناة هيستوري ميجالودون يهاجم حوت «بريجموفيسيتِر» (Brygmophyseter) في اليابان. وقد صورت عدة أفلام الميجالودون؛ (Shark Attack 3: Megalodon) «هجوم القرش 3: الميجالودون» وسلسلة أفلام (Mega Shark) «القرش الضخم» (منها Mega Shark Versus Giant Octopus «القرش الضخم ضد الأخطبوط العملاق»، وMega Shark Versus Crocosaurus «القرش الضخم ضد الكروكوصور»). وظَهَر القرش في لعبة الڤيديو آرك: سرڤايڤل إڤولڤد سنة 2017. وبعض القصص، مثل قصة الروائي الأمريكي چيم شيپارد (Tedford and the Megalodon) «تيدفورد والميجالودون» تُصور إعادة اكتشاف القرش. ورواية الروائي الأمريكي ستيڤ ألتن (Meg: A Novel of Deep Terror) «الميج: رواية الذعر العميق» تُصور القرش يفترس الديناصورات مع مقدمة وغلاف فني يُصوران ميجالودون يقتل تيرانوصورًا في البحر. وتستكمل تتمات الكتاب بطولة الميجالودون: (The Trench) «الخندق»، و(Meg: Primal Waters) «الميج: المياه الأساسية»، و(Meg: Hell's Aquarium) «الميج: أكواريم الجحيم»، و(Meg: Origins) «الميج: الأصول». وفي أغسطس 2018 صدر فيلم بعنوان "ذا ميج".
الوثائقي الزائف (Mermaids: The Body Found) «حوريات البحر: العثور على الجسد» من أنيمال پلانت تضمن لقاء قبل 1.6 مليون سنة  بين حورية بحر وميجالودون. ولاحقًا في أغسطس 2013، فتحت قناة ديسكڤري سلسلتها السنوية «أسبوع القروش» بفيلم تلڤزيوني آخر هو (Megalodon: The Monster Shark Lives) «الميجالودون: القرش الوحش حيًا»، وهو خيال وثائقي مثير للجدل حول القرش والذي قدَّم أدلة مزعومة من أجل الإيحاء بأن الميجالودون ما زال على قيد الحياة، وقد تلقى هذا البرنامج انتقادات لكونه خيالي تمامًا؛ على سبيل المثال،  جميع العلماء المفترَضين الذين تم تصويرهم هم ممثلون مدفوع لهم. وفي سنة 2014، أعادت قناة ديسكڤري بث (The Monster Shark Lives) مع برنامج مدته ساعة واحدة هو (Megalodon: The New Evidence) «الميجالودون: الدليل الجديد»، وبرنامج خيالي إضافي بعنوان (Shark of Darkness: Wrath of Submarine) «قرش الظلام: سخط الغواصة»، وهو ما أدى إلى مزيد من ردود الفعل المضادة من المصادر الإعلامية والمجتمع العلمي.
البلاغات عن أسنان الميجالودون الجديدة المفترَضة، مثل تلك التي جائت من السفينة إتش إم إس تشالنجر في سنة 1873، والتي تم تأريخ عمرها بشكل خاطئ ليكون من 11,000 إلى 24,000 سنة تقريبًا، هي على الأرجح أسنان حُفِظت حِفْظًا جيدًا بواسطة رواسب قشرة معدنية سميكة مُكوَّنة من ثنائي أكسيد المنجنيز، وكان لها معدل تحلل أقل واحتفظت باللون الأبيض أثناء التحجر. حفريات أسنان الميجالودون يمكن أن يتغير لونها من الأبيض إلى درجات البني الداكن والرمادي، وبعض حفريات الأسنان ربما أُعيد ترسبها في طبقات أحدث. والادعاءات بأن الميجالودون يمكن أن يبقى بعيد المنال في الأعماق، على غرار القرش ضخم الفم الذي اُكتُشِف سنة 1976، هو أمر مستبعَد حيث أن القرش الذي عاش في المياه الساحلية الدافئة من المُرجَّح أنه لا يستطيع البقاء في بيئة البحار العميقة الباردة ذات الموارد الغذائية المحدودة.

## قراءات إضافية
- Dickson، K. A.؛ Graham، J. B. (نوفمبر–December 2004). "Evolution and consequences of endothermy in fishes". Physiological and Biochemical Zoology. ج. 77 ع. 6: 998–1018. DOI:10.1086/423743. PMID:15674772. {{استشهاد بدورية محكمة}}: تحقق من التاريخ في: |تاريخ= (مساعدة)
- Kent، Bretton W. (1994). Fossil Sharks of the Chesapeake Bay Region. Columbia, Md.: Egan Rees & Boyer. ISBN:978-1-881620-01-3. OCLC:918266672. مؤرشف من الأصل في 2020-04-06.

## وصلات خارجية
- صعود القروش المفترسة الفائقة (بالإنجليزية)
- الكاركاروكليز: القرش ضخم السن المنقرض (بالإنجليزية)

ڤيديوهات علم الأحافير
- الإحاثي مارك رينز يُظهر أحد أكبر أسنان الميجالودون المكتشَفة على يوتيوب (بالإنجليزية)
- خاص أسبوع القروش عن الميجالودون مع پات مكارثي وچون بابيارز على يوتيوب (بالإنجليزية)
- حفريات أسنان الميجالودون تُظهر دليلًا على حضانة قروش عمرها 10 مليون سنة على يوتيوب (بالإنجليزية)
- رؤية خبير: معلومات عن الميجالودون على يوتيوب (يظهر الخبير دينا إريت) (بالإنجليزية)
- صعود وسقوط قروش النيوجين العملاقة على يوتيوب (يظهر الخبير بريتون كِنت) (بالإنجليزية)
- مور، كالي (19 ديسمبر 2018). "لماذا انقرض الميجالودون (قطعًا)". PBS Eons. مؤرشف من الأصل في 2020-04-06 – عبر يوتيوب. (بالإنجليزية)